# Championnats du monde de biathlon 2025
Navigation
Nové Město 2024 Otepää 2027

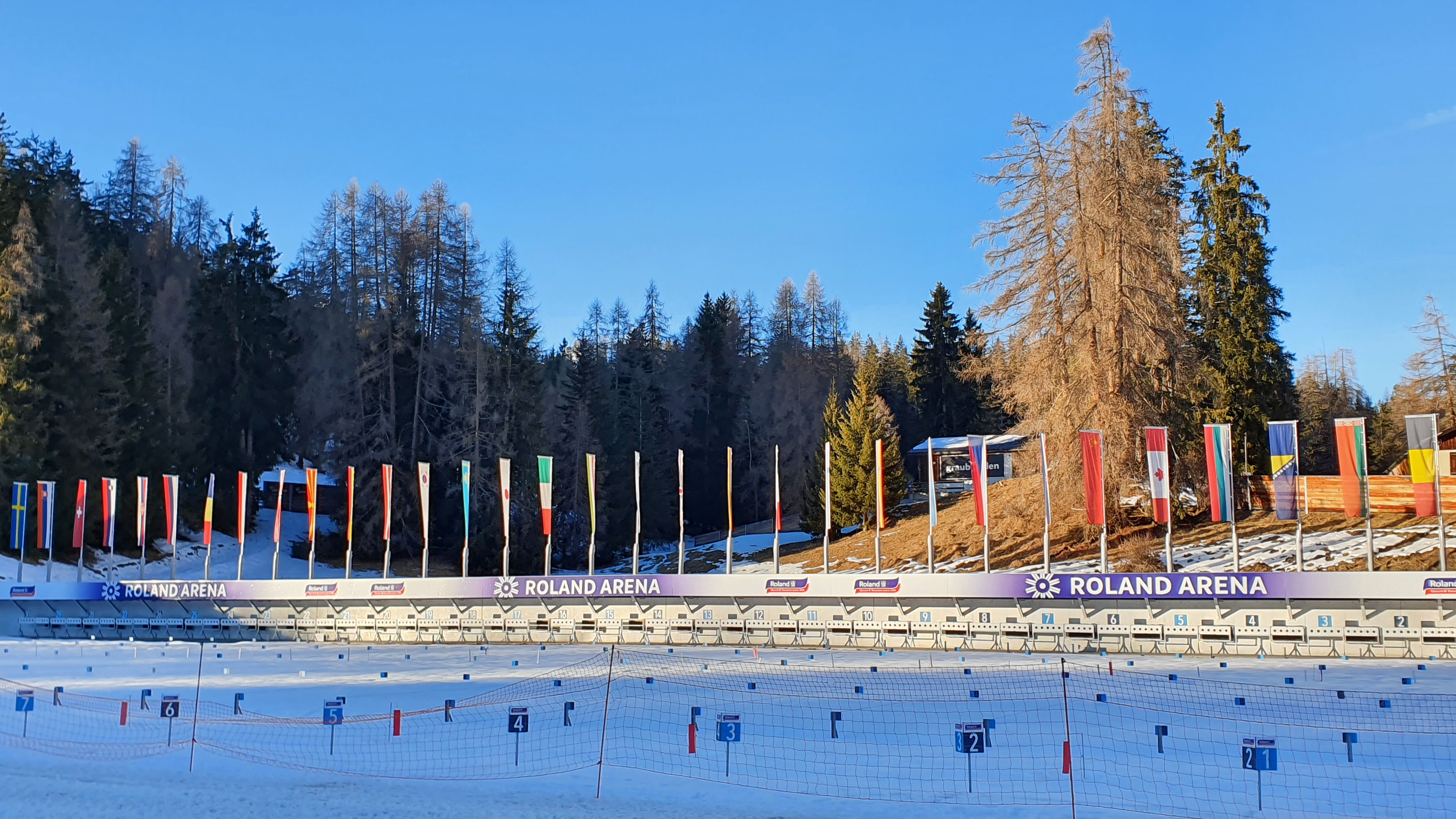
Le pas de tir de la Roland arena de biathlon à Lenzerheide

Les Championnats du monde de biathlon 2025, soixantième édition des Championnats du monde de biathlon, ont lieu à Lenzerheide, en Suisse, du 12 au 23 février 2025.
La compétition est largement dominée par l'équipe de France, qui remporte treize médailles dont six en or, avec trois titres collectifs (relais mixte, relais mixte simple, relais dames) et trois individuels (Justine Braisaz-Bouchet en sprint, Julia Simon dans l'individuel féminin, et Éric Perrot dans l'individuel masculin), et se place sur la quasi totalité des podiums sauf le dernier jour, où la Norvège réalise le triplé dans la mass-start hommes.  Par ailleurs, Johannes Thingnes Bø, auteur d'un doublé spint-poursuite à Lenzerheide, s'adjuge seul le record de médailles d'or aux Mondiaux avec douze titres individuels (un de mieux que Ole Einar Bjørndalen et Martin Fourcade) et 23 en tout (20 pour Bjørndalen).  Comme à Nové Město en 2024, l'athlète la plus titrée tous sexes confondus de ces Mondiaux est Julia Simon avec quatre médailles d'or. 

## Présentation

### Choix du site organisateur
L'IBU annonce le 14 novembre 2020 que les championnats du monde 2025 se dérouleront en Suisse sur le site de Lenzerheide,.

### Contexte et enjeux
Du côté de la France, considérée comme favorite principale, l'objectif de l'équipe est de faire aussi bien que lors de la précédente édition à Nove Mesto (13 médailles, dont 6 titres). La France défend ses titres et dispose d'un quota supplémentaire (5 biathlètes au départ) sur les épreuves individuelles concernées. Un premier titre mondial individuel est notamment espéré pour Quentin Fillon Maillet, multi-médaillé aux championnats du monde et aux Jeux Olympiques, et Lou Jeanmonnot, déjà six fois victorieuse en Coupe du Monde depuis le début de la saison,. Après une première partie de saison en demi-teinte, des athlètes comme Justine Braisaz-Bouchet et Julia Simon, titrées l'année précédente, ou Émilien Jacquelin, affichent malgré tout à nouveau des ambitions d'or. La jeunesse peut aussi créer la surprise et viser la médaille. Océane Michelon et Jeanne Richard vivent leurs premiers grands championnats qui leur permettront d'emmagasiner de l'expérience en vue des JO 2026,.
Du côté de la Norvège, les regards sont tournés vers Johannes Thingnes Bø qui participe pour la dernière fois aux championnats du monde. Celui-ci a notamment la possibilité de devenir le seul recordman du nombre de titres mondiaux individuels. Sturla Holm Lægreid, leader du classement général de la Coupe du Monde et meilleur tireur du circuit, vise également une médaille d'or individuelle après avoir été titré sur le sprint en 2024. Chez les féminines, Ingrid Tandrevold, opérée en début de saison, affiche des ambitions limitées.
Du côté de l'Allemagne, les attentes sont portées sur Franziska Preuss, leader du classement féminin et athlète la plus régulière de la saison, n'ayant manqué que quatre podiums depuis le début de l'hiver.
La Suède est emmenée par Elvira Öberg, qui a fait l'impasse sur l'étape d'Antholz, et Sebastian Samuelsson, assez irrégulier depuis le début de la saison. E. Oeberg est toujours en attente d'un premier titre de championne du monde .
L'équipe d'Italie, sans Lisa Vittozzi absente pendant la totalité de l'hiver à la suite de sa blessure au dos, est conduite par Dorothea Wierer et Thommaso Giacomel, ce dernier étant un sérieux candidat à la médaille individuelle après sa première victoire en Coupe du monde en janvier. Les Italiens ont également le regard tourné vers les Jeux Olympiques qui se dérouleront à domicile en février 2026.
Finalement la Suisse, qui accueille pour la première fois les mondiaux, espère voir l'équipe helvète décrocher sa toute première médaille aux championnats du monde.

### Participants
Les 30 meilleures fédérations nationales de la saison précédente de Coupe du monde se voient attribuer des quotas de départ fixes (4 pour les nations classées de 1 à 15, 3 pour celles classées de 16 à 25 et 2 pour celles classées de 26 à 30). En outre, dix wild cards sont attribuées aux fédérations qui n'ont pas de quota de départ fixe. Un quota supplémentaire personnel est attribué à chaque champion du monde en titre. De plus les fédérations ayant plus de quatre biathlètes classés parmi les quinze premiers au classement général actuel de la Coupe du monde ont le droit d'intégrer ces biathlètes; toutefois, ce quota ne peut pas dépasser cinq biathlètes.
| - Allemagne (11) - Argentine (1) - Australie (4) - Autriche (9) - Belgique (7) - Brésil (1) - Bulgarie (8) - Canada (6) - Croatie (3) - Tchéquie (9) - Danemark (2) - Espagne (1) - Estonie (7) - États-Unis (10) - Finlande (8) - France (13) - Grèce (4) - Groenland (2) - Hongrie (1) - Italie (10) - Kazakhstan (10) - Lettonie (9) - Lituanie (7) - Moldavie (6) - Mongolie (1) - Norvège (11) - Pologne (8) - Roumanie (9) - Royaume-Uni (4) - Slovénie (8) - Suisse (8) - Slovaquie (7) - Suède (8) - Ukraine (11) |

Les biathlètes suisses sélectionnés sont Amy Baserga, Elisa Gasparin, Aita Gasparin, Lena Häcki-Gross et Lea Meier (en) chez les femmes, et Joscha Burkhalter, Jérémy Finello, Niklas Hartweg et Sebastian Stalder chez les hommes.
Les biathlètes français sélectionnés sont Justine Braisaz-Bouchet, Sophie Chauveau, Lou Jeanmonnot, Océane Michelon, Jeanne Richard et Julia Simon  chez les femmes, et Émilien Claude, Fabien Claude, Quentin Fillon Maillet, Antonin Guigonnat, Émilien Jacquelin, Oscar Lombardot et Éric Perrot chez les hommes. La sixième française Sophie Chauveau a été sélectionnée à l'issue de l'étape de Ridanna en IBU Cup,.
Les biathlètes norvégiens sélectionnés sont Ragnhild Femsteinevik, Maren Kirkeeide, Karoline Knotten, Ida Lien et Ingrid Landmark Tandrevold chez les femmes, et Johannes Bø, Tarjei Bø, Sturla Lægreid, Vebjørn Sørum, Endre Strømsheim et Martin Uldal chez les hommes.
Les biathlètes suédois sélectionnés sont Ella Halvarsson, Anna-Karin Heijdenberg, Anna Magnusson, Elvira Öberg, Hanna Öberg et Johanna Skottheim chez les femmes, et Viktor Brandt, Jesper Nelin, Emil Nykvist (en), Martin Ponsiluoma et Sebastian Samuelsson chez les hommes.
Les biathlètes allemands sélectionnés sont Selina Grotian, Franziska Preuß, Johanna Puff, Sophia Schneider et Julia Tannheimer chez les femmes, et Philipp Horn, Johannes Kühn, Philipp Nawrath, Danilo Riethmüller et Justus Strelow chez les hommes,.
Les biathlètes italiens sélectionnés sont Hannah Auchentaller, Michela Carrara, Samuela Comola, Martina Trabucchi (en) et Dorothea Wierer chez les femmes, et Didier Bionaz, Daniele Cappellari, Tommaso Giacomel, Lukas Hofer et Elia Zeni chez les hommes.
Les biathlètes tchèques sélectionnés sont Lucie Charvátová, Jessica Jislová, Kristýna Otcovská (de), Kateřina Pavlů et Tereza Voborníková chez les femmes, et Vítězslav Hornig, Michal Krčmář, Jonáš Mareček (en), Tomáš Mikyska (en) et Adam Václavík chez les hommes.
Les biathlètes finlandais sélectionnés sont Inka Hämäläinen (de), Erika Jänkä (en), Sonja Leinamo (en) et Suvi Minkkinen chez les femmes, et Olli Hiidensalo, Otto Invenius, Jaakko Ranta (de) et Tero Seppälä chez les hommes,.
Les biathlètes autrichiens sélectionnés sont Anna Andexer, Anna Gandler, Lisa Theresa Hauser, Anna Juppe (de) et Tamara Steiner (de) chez les femmes, et Simon Eder, Patrick Jakob (de), David Komatz, Felix Leitner et Fredrik Mühlbacher (de) chez les hommes.
Les biathlètes slovènes sélectionnés sont Polona Klemenčič (en), Živa Klemenčič (en), Anamarija Lampič, Lena Repinc et Klara Vindišar (no) chez les femmes, et Miha Dovžan, Jakov Fak, Lovro Planko (en), Matic Repnik (de) et Anton Vidmar (de) chez les hommes.

### Calendrier
Comme c'est le cas depuis 2011, les mondiaux débutent par le relais mixte. Les sprints et les poursuites complètent ensuite le programme de la première semaine. Les individuels se déroulent en milieu de seconde semaine, suivis du relais mixte simple. Enfin, ces championnats se terminent lors du second week-end, avec les relais par genre puis les mass-start.
| Heure | Horaire local de l'épreuve (UTC +1) |

| Épreuves ou évènements               |    |       |    |       |       |       |    |       |       |       |    |       |       |  |
| M                                    | M  | J     | V  | S     | D     | L     | M  | M     | J     | V     | S  | D     |       |  |
| 11                                   | 12 | 13    | 14 | 15    | 16    | 17    | 18 | 19    | 20    | 21    | 22 | 23    |       |  |
| Février 2024                         |    |       |    |       |       |       |    |       |       |       |    |       |       |  |
| Cérémonies d'ouverture et de clôture |    |       |    |       |       |       |    |       |       |       |    |       |       |  |
|                                      |    |       |    |       |       |       |    |       |       |       |    |       |       |  |
| Hommes                               |    |       |    |       |       |       |    |       |       |       |    |       |       |  |
| Individuel (20 km)                   |    |       |    |       |       |       |    |       | 15h05 |       |    |       |       |  |
| Sprint (10 km)                       |    |       |    |       | 15h05 |       |    |       |       |       |    |       |       |  |
| Poursuite (12,5 km)                  |    |       |    |       |       | 15h05 |    |       |       |       |    |       |       |  |
| Mass Start (15 km)                   |    |       |    |       |       |       |    |       |       |       |    |       | 16h05 |  |
| Relais (4 × 7,5 km)                  |    |       |    |       |       |       |    |       |       |       |    | 15h05 |       |  |
|                                      |    |       |    |       |       |       |    |       |       |       |    |       |       |  |
| Femmes                               |    |       |    |       |       |       |    |       |       |       |    |       |       |  |
| Individuel (15 km)                   |    |       |    |       |       |       |    | 15h05 |       |       |    |       |       |  |
| Sprint (7,5 km)                      |    |       |    | 15h05 |       |       |    |       |       |       |    |       |       |  |
| Poursuite (10 km)                    |    |       |    |       |       | 12h05 |    |       |       |       |    |       |       |  |
| Mass Start (12,5 km)                 |    |       |    |       |       |       |    |       |       |       |    |       | 13h45 |  |
| Relais (4 × 6 km)                    |    |       |    |       |       |       |    |       |       |       |    | 12h05 |       |  |
|                                      |    |       |    |       |       |       |    |       |       |       |    |       |       |  |
| Mixte                                |    |       |    |       |       |       |    |       |       |       |    |       |       |  |
| Relais (2 × 6 km F + 2 × 6 km H)     |    | 14h30 |    |       |       |       |    |       |       |       |    |       |       |  |
| Relais simple (6 km F + 7,5 km H)    |    |       |    |       |       |       |    |       |       | 16h05 |    |       |       |  |
|                                      |    |       |    |       |       |       |    |       |       |       |    |       |       |  |

## Déroulement des championnats
Le relais mixte, désormais habituelle épreuve d'ouverture des mondiaux, a lieu le 12 février 2025. L'équipe française (Julia Simon, Lou Jeanmonnot, Éric Perrot et Émilien Jacquelin) est sacrée devant l'équipe tchèque (Jessica Jislová, Tereza Voborníková, Vítězslav Hornig et Michal Krčmář) et l'équipe allemande (Selina Grotian, Franziska Preuß, Philipp Nawrath et Justus Strelow).
Le 14 février 2025 a lieu le sprint féminin. Justine Braisaz-Bouchet (9/10 au tir) est sacrée championne du monde devant Franziska Preuß (9/10, médaille d'argent) et Suvi Minkkinen (10/10, médaille de bronze).
Le 15 février 2025 a lieu le sprint masculin. Johannes Thingnes Bø (10/10 au tir) est sacré champion du monde devant Campbell Wright (10/10, médaille d'argent) et Quentin Fillon Maillet (9/10, médaille de bronze).
Le 16 février 2025 ont lieu les poursuites. Franziska Preuß domine ses adversaires grâce à un 20/20 et est sacrée championne du monde devant Elvira Öberg (19/20, médaille d'argent) et Justine Braisaz-Bouchet (17/20, médaille de bronze). Johannes Thingnes Bø (18/20 au tir) est sacré champion du monde devant Campbell Wright (19/20, médaille d'argent) et Éric Perrot (19/20, médaille de bronze).
Le 18 février 2025 a lieu l'individuel féminin. Julia Simon (19/20 au tir) est sacrée championne du monde devant Ella Halvarsson (20/20, médaille d'argent) et Lou Jeanmonnot (19/20, médaille de bronze).
Le 19 février 2025 a lieu l'individuel masculin. Éric Perrot (19/20 au tir) est sacré champion du monde devant Tommaso Giacomel (19/20, médaille d'argent) et Quentin Fillon Maillet (17/20, médaille de bronze).
Le 20 février 2025 a lieu le relais mixte simple. L'équipe française (Julia Simon et Quentin Fillon Maillet) est sacrée devant l'équipe norvégienne (Ragnhild Femsteinevik et Johannes Thingnes Bø) et l'équipe allemande (Franziska Preuß et Justus Strelow).
Le 22 février 2025 a lieu le relais femmes. L'équipe de France, composée de Lou Jeanmonnot, Océane Michelon, Justine Braisaz-Bouchet et Julia Simon, écrase la concurrence et domine le relais (4 pioches), finissant avec plus d'une minute d'avance sur l'équipe norvégienne de Karoline Knotten, Ingrid Tandrevold, Ragnhild Femsteinevik et Maren Kirkeeide (1 tour de pénalité, 8 pioches). L'équipe suédoise, menée par Anna Magnuson, Ella Halvarson, Hanna Öberg et Elvira Öberg (1 tour de pénalité, 8 pioches), remporte la médaille de bronze.
Le 22 février 2025, c'est également le relais hommes. L'équipe de Norvège, composée d'Endre Strømsheim, Tarjei Bø, Sturla Holm Lægreid et Johannes Thingnes Bø (4 pioches), remporte la médaille d'or devant l'équipe de France, composée d'Emilien Claude, Fabien Claude, Eric Perrot et Quentin Fillon Maillet (7 pioches, 41 secondes de retard), en argent, et l'équipe d'Allemagne, composée de Philipp Nawrath, Danilo Riethmüller, Johannes Kuehn et Philipp Horn (10 pioches, 1 minute 35 secondes de retard), en bronze. L'équipe suédoise échoue à la quatrième place, l'Italie est cinquième et la Suisse septième.
Le 23 février 2025 ont lieu les Mass Start. Elvira Öberg (18/20 au tir) remporte la médaille d'or à l'issue d'une course à rebondissement, devant Océane Michelon (17/20, médaille d'argent) et Maren Kirkeeide (17/20, médaille de bronze),.
Du côté des hommes, la dernière course des championnats du monde se solde par un triplé norvégiens. Endre Stromsheim (19/20 au tir) remporte la course et la médaille d'or, suivi de Sturla Laegreid (18/20 au tir, médaille d'argent) et Johannes Boe (16/20 au tir, médaille de bronze)

## Podiums

### Hommes
| Épreuves                              | Or                                                                                 | Argent                                                                        | Bronze                                                                         |
| ------------------------------------- | ---------------------------------------------------------------------------------- | ----------------------------------------------------------------------------- | ------------------------------------------------------------------------------ |
| Individuel 20 km résultats détaillés  | Éric Perrot                                                                        | Tommaso Giacomel                                                              | Quentin Fillon Maillet                                                         |
| Sprint 10 km résultats détaillés      | Johannes Thingnes Bø                                                               | Campbell Wright                                                               | Quentin Fillon Maillet                                                         |
| Poursuite 12,5 km résultats détaillés | Johannes Thingnes Bø                                                               | Campbell Wright                                                               | Éric Perrot                                                                    |
| Mass Start 15 km résultats détaillés  | Endre Strømsheim                                                                   | Sturla Holm Lægreid                                                           | Johannes Thingnes Bø                                                           |
| Relais 4 × 7,5 km résultats détaillés | Norvège- Endre Strømsheim - Tarjei Bø - Sturla Holm Lægreid - Johannes Thingnes Bø | France- Émilien Claude - Fabien Claude - Éric Perrot - Quentin Fillon Maillet | Allemagne- Philipp Nawrath - Danilo Riethmüller - Johannes Kühn - Philipp Horn |

### Femmes
| Épreuves                               | Or                                                                               | Argent                                                                                  | Bronze                                                               |
| -------------------------------------- | -------------------------------------------------------------------------------- | --------------------------------------------------------------------------------------- | -------------------------------------------------------------------- |
| Individuel 15 km résultats détaillés   | Julia Simon                                                                      | Ella Halvarsson                                                                         | Lou Jeanmonnot                                                       |
| Sprint 7,5 km résultats détaillés      | Justine Braisaz-Bouchet                                                          | Franziska Preuß                                                                         | Suvi Minkkinen                                                       |
| Poursuite 10 km résultats détaillés    | Franziska Preuß                                                                  | Elvira Öberg                                                                            | Justine Braisaz-Bouchet                                              |
| Mass Start 12,5 km résultats détaillés | Elvira Öberg                                                                     | Océane Michelon                                                                         | Maren Kirkeeide                                                      |
| Relais 4 × 6 km résultats détaillés    | France- Lou Jeanmonnot - Océane Michelon - Justine Braisaz-Bouchet - Julia Simon | Norvège- Karoline Knotten - Ingrid Tandrevold - Ragnhild Femsteinevik - Maren Kirkeeide | Suède- Anna Magnusson - Ella Halvarsson - Hanna Öberg - Elvira Öberg |

### Mixte
| Épreuves                                            | Or                                                                     | Argent                                                                            | Bronze                                                                         |
| --------------------------------------------------- | ---------------------------------------------------------------------- | --------------------------------------------------------------------------------- | ------------------------------------------------------------------------------ |
| Relais 2 × 6 km F + 2 × 6 km H résultats détaillés  | France- Julia Simon - Lou Jeanmonnot - Éric Perrot - Émilien Jacquelin | Tchéquie- Jessica Jislová - Tereza Voborníková - Vítězslav Hornig - Michal Krčmář | Allemagne- Selina Grotian - Franziska Preuß - Philipp Nawrath - Justus Strelow |
| Relais simple 6 km F + 7,5 km H résultats détaillés | France- Julia Simon - Quentin Fillon Maillet                           | Norvège- Ragnhild Femsteinevik - Johannes Thingnes Bø                             | Allemagne- Franziska Preuß - Justus Strelow                                    |

## Bilan des championnats

### Tableau des médailles
| Rang  | Nation     | Or | Argent | Bronze | Total |
| ----- | ---------- | -- | ------ | ------ | ----- |
| 1     | France     | 6  | 2      | 5      | 13    |
| 2     | Norvège    | 4  | 3      | 2      | 9     |
| 3     | Suède      | 1  | 2      | 1      | 4     |
| 4     | Allemagne  | 1  | 1      | 3      | 5     |
| 5     | États-Unis | 0  | 2      | 0      | 2     |
| 6     | Tchéquie   | 0  | 1      | 0      | 1     |
| 6     | Italie     | 0  | 1      | 0      | 1     |
| 8     | Finlande   | 0  | 0      | 1      | 1     |
| Total | Total      | 12 | 12     | 12     | 36    |

### Athlètes multi-médaillés
| Rang | Athlète                 | Or | Argent | Bronze | Total |
| ---- | ----------------------- | -- | ------ | ------ | ----- |
| 1    | Julia Simon             | 4  | 0      | 0      | 4     |
| 2    | Johannes Thingnes Bø    | 3  | 1      | 1      | 5     |
| 3    | Éric Perrot             | 2  | 1      | 1      | 4     |
| 4    | Justine Braisaz-Bouchet | 2  | 0      | 1      | 3     |
| 4    | Lou Jeanmonnot          | 2  | 0      | 1      | 3     |
| 6    | Franziska Preuß         | 1  | 1      | 2      | 4     |
| 6    | Quentin Fillon Maillet  | 1  | 1      | 2      | 4     |
| 8    | Elvira Öberg            | 1  | 1      | 1      | 3     |
| 9    | Océane Michelon         | 1  | 1      | 0      | 2     |
| 10   | Campbell Wright         | 0  | 2      | 0      | 2     |
| 10   | Ragnhild Femsteinevik   | 0  | 2      | 0      | 2     |
| 12   | Maren Kirkeeide         | 0  | 1      | 1      | 2     |
| 13   | Justus Strelow          | 0  | 0      | 2      | 2     |

## Résultats détaillés

### Hommes

#### Individuel (20 km)
| Rang               | Dossard | Biathlète              | Minutes de pénalité | Résultat         | Écart           |
| ------------------ | ------- | ---------------------- | ------------------- | ---------------- | --------------- |
| Médaille d'or      | 40      | Éric Perrot            | 1 (0+1+0+0)         | 47 min 58 s 1    |                 |
| Médaille d'argent  | 54      | Tommaso Giacomel       | 1 (0+0+0+1)         | 48 min 50 s 5    | + 0 min 52 s 4  |
| Médaille de bronze | 56      | Quentin Fillon Maillet | 3 (2+0+1+0)         | 49 min 57 s 6    | + 1 min 59 s 5  |
| 4                  | 75      | Olli Hiidensalo        | 0 (0+0+0+0)         | 50 min 13 s 0    | + 2 min 14 s 9  |
| 5                  | 16      | Niklas Hartweg         | 2 (0+1+0+1)         | 50 min 13 s 6    | + 2 min 15 s 5  |
| 6                  | 58      | Jakov Fak              | 1 (1+0+0+0)         | 50 min 16 s 9    | + 2 min 18 s 8  |
| 7                  | 36      | Philipp Horn           | 2 (1+0+0+1)         | 50 min 54 s 1    | + 2 min 56 s 0  |
| 8                  | 55      | Michal Krčmář          | 2 (0+0+0+2)         | 51 min 1 s 0     | + 3 min 2 s 9   |
| 9                  | 48      | Endre Strømsheim       | 1 (1+0+0+0)         | 51 min 6 s 3     | + 3 min 8 s 2   |
| 10                 | 38      | Tarjei Bø              | 2 (1+0+0+1)         | 51 min 16 s 7    | + 3 min 18 s 6  |
| 11                 | 3       | Sebastian Stalder      | 1 (1+0+0+0)         | 51 min 19 s 7    | + 3 min 21 s 6  |
| 12                 | 20      | Johannes Kühn          | 2 (0+1+0+1)         | 51 min 23 s 4    | + 3 min 25 s 3  |
| 13                 | 32      | Thierry Langer         | 0 (0+0+0+0)         | 51 min 33 s 1    | + 3 min 35 s 0  |
| 14                 | 63      | Jesper Nelin           | 3 (2+0+1+0)         | 51 min 39 s 4    | + 3 min 41 s 3  |
| 15                 | 60      | Sturla Holm Lægreid    | 2 (0+1+1+0)         | 51 min 48 s 3    | + 3 min 50 s 2  |
| 16                 | 30      | Andrejs Rastorgujevs   | 2 (0+1+0+1)         | 51 min 51 s 5    | + 3 min 53 s 4  |
| 17                 | 22      | Vitalii Mandzyn        | 2 (1+0+0+1)         | 51 min 57 s 0    | + 3 min 58 s 9  |
| 18                 | 59      | Maksim Makarov         | 1 (0+1+0+0)         | 51 min 59 s 1    | + 4 min 1 s 0   |
| 19                 | 28      | Martin Ponsiluoma      | 5 (1+0+2+2)         | 52 min 14 s 5    | + 4 min 16 s 4  |
| 20                 | 52      | Johannes Thingnes Bø   | 5 (3+1+0+1)         | 52 min 18 s 0    | + 4 min 19 s 9  |
| 21                 | 46      | Fabien Claude          | 4 (1+1+0+2)         | 52 min 22 s 8    | + 4 min 24 s 7  |
| 22                 | 24      | Danilo Riethmüller     | 3 (2+0+0+1)         | 52 min 37 s 9    | + 4 min 39 s 8  |
| 23                 | 26      | Campbell Wright        | 4 (1+2+0+1)         | 52 min 44 s 1    | + 4 min 46 s 0  |
| 24                 | 9       | Paul Schommer          | 3 (1+1+0+1)         | 52 min 48 s 8    | + 4 min 50 s 7  |
| 25                 | 70      | Jake Brown             | 3 (0+1+2+0)         | 52 min 52 s 8    | + 4 min 54 s 7  |
| 26                 | 53      | David Komatz           | 2 (0+0+0+2)         | 53 min 11 s 6    | + 5 min 13 s 5  |
| 27                 | 34      | Vítězslav Hornig       | 4 (2+0+1+1)         | 53 min 13 s 7    | + 5 min 15 s 6  |
| 28                 | 57      | David Zobel            | 2 (0+0+0+2)         | 53 min 14 s 4    | + 5 min 16 s 3  |
| 29                 | 23      | Joscha Burkhalter      | 4 (1+1+1+1)         | 53 min 17 s 2    | + 5 min 19 s 1  |
| 30                 | 47      | Konrad Badacz          | 2 (0+0+1+1)         | 53 min 18 s 2    | + 5 min 20 s 1  |
| 31                 | 72      | Tero Seppälä           | 4 (2+0+1+1)         | 53 min 31 s 0    | + 5 min 32 s 9  |
| 32                 | 61      | Jakob Kulbin           | 2 (0+0+2+0)         | 53 min 34 s 5    | + 5 min 36 s 4  |
| 33                 | 7       | Arttu Heikkinen        | 3 (0+1+0+2)         | 53 min 38 s 8    | + 5 min 40 s 7  |
| 34                 | 14      | Fredrik Mühlbacher     | 3 (1+1+1+0)         | 53 min 53 s 4    | + 5 min 55 s 3  |
| 35                 | 10      | George Colțea          | 3 (1+1+0+1)         | 53 min 53 s 6    | + 5 min 55 s 5  |
| 36                 | 17      | Artem Tyshchenko       | 1 (0+0+0+1)         | 53 min 54 s 0    | + 5 min 55 s 9  |
| 37                 | 5       | Anton Vidmar           | 3 (0+1+0+2)         | 53 min 55 s 6    | + 5 min 57 s 5  |
| 38                 | 67      | Miha Dovžan            | 3 (0+1+0+2)         | 53 min 57 s 7    | + 5 min 59 s 6  |
| 39                 | 71      | Florent Claude         | 4 (2+1+1+0)         | 54 min 2 s 4     | + 6 min 4 s 3   |
| 40                 | 4       | Maksim Fomin           | 3 (1+2+0+0)         | 54 min 2 s 9     | + 6 min 4 s 8   |
| 41                 | 49      | Simon Eder             | 4 (1+1+0+2)         | 54 min 4 s 6     | + 6 min 6 s 5   |
| 42                 | 27      | Viktor Brandt          | 5 (2+2+0+1)         | 54 min 5 s 5     | + 6 min 7 s 4   |
| 43                 | 62      | Martin Uldal           | 5 (1+2+1+1)         | 54 min 5 s 7     | + 6 min 7 s 6   |
| 44                 | 37      | Krešimir Crnković      | 2 (0+0+0+2)         | 54 min 17 s 3    | + 6 min 19 s 2  |
| 45                 | 50      | Vebjørn Sørum          | 5 (1+1+1+2)         | 54 min 22 s 2    | + 6 min 24 s 1  |
| 46                 | 31      | Rene Zahkna            | 3 (1+1+0+1)         | 54 min 27 s 3    | + 6 min 29 s 2  |
| 47                 | 42      | Sebastian Samuelsson   | 6 (0+3+1+2)         | 54 min 32 s 9    | + 6 min 34 s 8  |
| 48                 | 33      | Renārs Birkentāls      | 3 (0+2+1+0)         | 54 min 33 s 1    | + 6 min 35 s 0  |
| 49                 | 64      | Didier Bionaz          | 5 (2+0+2+1)         | 54 min 38 s 8    | + 6 min 40 s 7  |
| 50                 | 2       | Anton Dudchenko        | 4 (0+1+1+2)         | 54 min 42 s 4    | + 6 min 44 s 3  |
| 51                 | 39      | Pavel Magazeev         | 4 (1+0+1+2)         | 54 min 43 s 5    | + 6 min 45 s 4  |
| 52                 | 66      | Patrick Jakob          | 4 (1+1+1+1)         | 54 min 47 s 3    | + 6 min 49 s 2  |
| 53                 | 45      | George Buta            | 3 (1+0+2+0)         | 54 min 49 s 2    | + 6 min 51 s 1  |
| 54                 | 41      | Jaakko Ranta           | 3 (0+1+2+0)         | 55 min 58 s 9    | + 7 min 0 s 8   |
| 55                 | 19      | Elia Zeni              | 4 (2+0+0+2)         | 55 min 1 s 0     | + 7 min 2 s 9   |
| 56                 | 15      | Konstantin Vasilev     | 3 (2+0+0+1)         | 55 min 1 s 7     | + 7 min 3 s 6   |
| 56                 | 21      | Vladimir Iliev         | 5 (1+1+3+0)         | 55 min 1 s 7     | + 7 min 3 s 6   |
| 58                 | 91      | Tomas Kaukėnas         | 3 (1+1+0+1)         | 55 min 15 s 6    | + 7 min 17 s 5  |
| 59                 | 65      | Blagoy Todev           | 4 (1+1+1+1)         | 55 min 15 s 8    | + 7 min 17 s 7  |
| 60                 | 11      | Mihail Usov            | 4 (2+2+0+0)         | 55 min 16 s 4    | + 7 min 18 s 3  |
| 61                 | 92      | Edgars Mise            | 2 (0+0+0+2)         | 55 min 17 s 1    | + 7 min 19 s 0  |
| 62                 | 51      | Maxime Germain         | 4 (1+1+1+1)         | 55 min 19 s 6    | + 7 min 21 s 5  |
| 63                 | 1       | Tomáš Mikyska          | 6 (1+1+3+1)         | 55 min 21 s 3    | + 7 min 23 s 2  |
| 64                 | 73      | Denys Nasyko           | 3 (2+0+0+1)         | 55 min 23 s 4    | + 7 min 25 s 3  |
| 65                 | 82      | Logan Pletz            | 3 (2+1+0+0)         | 55 min 26 s 8    | + 7 min 28 s 7  |
| 66                 | 68      | Adam Runnalls          | 5 (2+0+2+1)         | 55 min 28 s 1    | + 7 min 30 s 0  |
| 67                 | 44      | Émilien Jacquelin      | 5 (2+0+2+1)         | 55 min 46 s 2    | + 7 min 48 s 1  |
| 68                 | 94      | Fabian Suchodolski     | 3 (2+0+0+1)         | 55 min 49 s 2    | + 7 min 51 s 1  |
| 69                 | 12      | Sondre Slettemark      | 3 (0+1+2+0)         | 56 min 10 s 0    | + 8 min 11 s 9  |
| 70                 | 18      | Lukas Hofer            | 7 (0+3+4+0)         | 56 min 24 s 4    | + 8 min 26 s 3  |
| 71                 | 25      | Lovro Planko           | 6 (1+3+0+2)         | 56 min 30 s 3    | + 8 min 32 s 2  |
| 72                 | 35      | Vytautas Strolia       | 6 (1+2+1+2)         | 56 min 45 s 1    | + 8 min 47 s 0  |
| 73                 | 97      | Haldan Borglum         | 3 (1+1+0+1)         | 56 min 45 s 2    | + 8 min 47 s 1  |
| 74                 | 43      | Vladislav Kireyev      | 5 (3+1+1+0)         | 56 min 49 s 6    | + 8 min 51 s 5  |
| 75                 | 89      | Vadim Kurales          | 3 (1+0+0+2)         | 56 min 55 s 0    | + 8 min 56 s 9  |
| 76                 | 6       | Kristo Siimer          | 5 (2+1+1+1)         | 57 min 1 s 6     | + 9 min 3 s 5   |
| 77                 | 95      | Artur Iskhakov         | 3 (0+1+2+0)         | 57 min 2 s 4     | + 9 min 4 s 3   |
| 78                 | 80      | Marcus Bolin Webb      | 2 (0+1+1+0)         | 57 min 6 s 3     | + 9 min 8 s 2   |
| 79                 | 77      | Apostolos Angelis      | 2 (1+0+0+1)         | 57 min 12 s 2    | + 9 min 18 s 1  |
| 80                 | 69      | Dmitrii Shamaev        | 4 (0+2+2+0)         | 57 min 32 s 3    | + 9 min 34 s 2  |
| 81                 | 87      | Damián Cesnek          | 3 (1+0+0+2)         | 58 min 12 s 5    | + 10 min 14 s 4 |
| 82                 | 90      | César Beauvais         | 5 (1+1+2+1)         | 58 min 32 s 7    | + 10 min 34 s 6 |
| 83                 | 29      | Jonáš Mareček          | 7 (2+2+2+1)         | 58 min 44 s 8    | + 10 min 46 s 7 |
| 84                 | 83      | Nikolaos Tsourekas     | 2 (0+0+2+0)         | 58 min 50 s 2    | + 10 min 52 s 1 |
| 85                 | 13      | Tomáš Sklenárik        | 4 (0+2+1+1)         | 58 min 53 s 9    | + 10 min 55 s 8 |
| 86                 | 8       | Alexandr Mukhin        | 9 (3+1+3+2)         | 59 min 17 s 0    | + 11 min 18 s 9 |
| 87                 | 79      | Raul Flore             | 5 (3+1+0+1)         | 59 min 38 s 3    | + 11 min 40 s 2 |
| 88                 | 81      | Phoenix Sparke         | 5 (1+1+0+3)         | 1 h 0 min 2 s 7  | + 12 min 4 s 6  |
| 89                 | 84      | Asset Dyussenov        | 8 (3+2+1+2)         | 1 h 0 min 20 s 5 | + 12 min 22 s 4 |
| 90                 | 93      | Joachim Weel Rosbo     | 7 (2+1+1+3)         | 1 h 0 min 28 s 4 | + 12 min 30 s 3 |
| 91                 | 74      | Jan Guńka              | 7 (0+2+3+2)         | 1 h 0 min 33 s 7 | + 12 min 35 s 6 |
| 92                 | 85      | Matthew Chronicle      | 6 (1+3+1+1)         | 1 h 1 min 21 s 6 | + 13 min 23 s 5 |
| 93                 | 76      | Noah Bradford          | 4 (0+2+1+1)         | 1 h 1 min 31 s 5 | + 13 min 33 s 4 |
| 94                 | 96      | Aleksandrs Patrijuks   | 9 (3+3+0+3)         | 1 h 2 min 17 s 0 | + 14 min 18 s 9 |
| 95                 | 78      | Jacob Weel Rosbo       | 11 (2+4+1+4)        | 1 h 4 min 20 s 9 | + 16 min 22 s 8 |
| 96                 | 88      | Javier Gimenez         | 8 (2+2+2+2)         | 1 h 4 min 53 s 2 | + 16 min 55 s 1 |
|                    | 86      | Enkhsaikhan Enkhbat    | (2+0+)              | Abandon          | Abandon         |

#### Sprint (10 km)
| Rang               | Dossard | Biathlète              | Pénalités | Temps         | Écart          |
| ------------------ | ------- | ---------------------- | --------- | ------------- | -------------- |
| Médaille d'or      | 48      | Johannes Bø            | 0 (0+0)   | 21 min 56 s 8 |                |
| Médaille d'argent  | 34      | Campbell Wright        | 0 (0+0)   | 22 min 24 s 5 | + 27 s 7       |
| Médaille de bronze | 38      | Quentin Fillon Maillet | 1 (1+0)   | 22 min 33 s 8 | + 37 s 0       |
| 4                  | 66      | Vebjørn Sørum          | 2 (1+1)   | 22 min 42 s 0 | + 45 s 2       |
| 5                  | 54      | Tommaso Giacomel       | 2 (0+2)   | 22 min 44 s 9 | + 48 s 1       |
| 6                  | 62      | Martin Uldal           | 1 (0+1)   | 22 min 51 s 5 | + 54 s 7       |
| 7                  | 56      | Endre Strømsheim       | 2 (1+1)   | 22 min 53 s 5 | + 56 s 7       |
| 8                  | 52      | Fabien Claude          | 1 (0+1)   | 22 min 53 s 8 | + 57 s 0       |
| 9                  | 40      | Sturla Holm Lægreid    | 1 (0+1)   | 22 min 54 s 1 | + 57 s 3       |
| 10                 | 60      | Tarjei Bø              | 1 (1+0)   | 22 min 58 s 8 | + 1 min 2 s 0  |
| 11                 | 58      | Jakov Fak              | 0 (0+0)   | 23 min 1 s 7  | + 1 min 4 s 9  |
| 12                 | 37      | Maxime Germain         | 0 (0+0)   | 23 min 2 s 5  | + 1 min 5 s 7  |
| 13                 | 14      | Sebastian Stalder      | 0 (0+0)   | 23 min 3 s 0  | + 1 min 6 s 2  |
| 14                 | 15      | Jesper Nelin           | 1 (0+1)   | 23 min 7 s 8  | + 1 min 11 s 0 |
| 14                 | 64      | Éric Perrot            | 2 (1+1)   | 23 min 7 s 8  | + 1 min 11 s 0 |
| 16                 | 24      | Lukas Hofer            | 1 (1+0)   | 23 min 16 s 7 | + 1 min 19 s 9 |
| 17                 | 5       | Florent Claude         | 0 (0+0)   | 23 min 19 s 6 | + 1 min 22 s 8 |
| 18                 | 44      | Philipp Nawrath        | 2 (0+2)   | 23 min 22 s 8 | + 1 min 26 s 0 |
| 19                 | 36      | Niklas Hartweg         | 2 (0+2)   | 23 min 24 s 3 | + 1 min 27 s 5 |
| 19                 | 50      | Émilien Jacquelin      | 3 (1+2)   | 23 min 24 s 3 | + 1 min 27 s 5 |
| 21                 | 27      | Joscha Burkhalter      | 1 (0+1)   | 23 min 26 s 2 | + 1 min 29 s 4 |
| 22                 | 67      | Tero Seppala           | 1 (0+1)   | 23 min 27 s 7 | + 1 min 30 s 9 |
| 23                 | 43      | Michal Krcmar          | 1 (1+0)   | 23 min 30 s 9 | + 1 min 34 s 1 |
| 24                 | 46      | Sebastian Samuelsson   | 2 (0+2)   | 23 min 31 s 4 | + 1 min 34 s 6 |
| 25                 | 23      | Vladimir Iliev         | 0 (0+0)   | 23 min 44 s 6 | + 1 min 47 s 8 |
| 26                 | 53      | Simon Eder             | 1 (0+1)   | 23 min 45 s 9 | + 1 min 49 s 1 |
| 27                 | 32      | Martin Ponsiluoma      | 5 (3+2)   | 23 min 46 s 1 | + 1 min 49 s 3 |
| 28                 | 1       | Vytautas Strolia       | 0 (0+0)   | 23 min 46 s 7 | + 1 min 49 s 9 |
| 29                 | 20      | Vitezslav Hornig       | 1 (1+0)   | 23 min 48 s 3 | + 1 min 51 s 5 |
| 30                 | 30      | Justus Strelow         | 1 (0+1)   | 23 min 50 s 2 | + 1 min 53 s 4 |

#### Poursuite (12,5 km)
| Rang               | Dossard | Biathlète              | Départ     | Pénalités   | Temps         | Écart          |
| ------------------ | ------- | ---------------------- | ---------- | ----------- | ------------- | -------------- |
| Médaille d'or      | 1       | Johannes Bø            |            | 2 (1+0+1+0) | 32 min 26 s 9 |                |
| Médaille d'argent  | 2       | Campbell Wright        | 28 s       | 1 (1+0+0+0) | 32 min 35 s 5 | + 8 s 6        |
| Médaille de bronze | 15      | Éric Perrot            | 1 min 11 s | 1 (0+1+0+0) | 32 min 47 s 7 | + 20 s 8       |
| 4                  | 9       | Sturla Holm Lægreid    | 57 s       | 0 (0+0+0+0) | 33 min 3 s 6  | + 36 s 7       |
| 5                  | 5       | Tommaso Giacomel       | 48 s       | 2 (0+0+2+0) | 33 min 20 s 9 | + 54 s 0       |
| 6                  | 3       | Quentin Fillon Maillet | 37 s       | 5 (1+2+0+2) | 33 min 43 s 5 | + 1 min 16 s 6 |
| 7                  | 11      | Jakov Fak              | 1 min 5 s  | 1 (0+0+1+0) | 33 min 43 s 5 | + 1 min 16 s 6 |
| 8                  | 7       | Endre Strømsheim       | 57 s       | 3 (1+0+2+0) | 33 min 49 s 5 | + 1 min 22 s 6 |
| 9                  | 27      | Martin Ponsiluoma      | 1 min 49 s | 3 (1+0+1+1) | 34 min 2 s 9  | + 1 min 36 s   |
| 10                 | 10      | Tarjei Bø              | 1 min 2 s  | 2 (0+0+1+1) | 34 min 13 s 8 | + 1 min 46 s 9 |
| 11                 | 14      | Jesper Nelin           | 1 min 11 s | 3 (0+0+1+2) | 34 min 36 s 3 | + 2 min 9 s 4  |
| 12                 | 6       | Martin Uldal           | 55 s       | 4 (1+2+0+1) | 34 min 41 s   | + 2 min 14 s 1 |
| 13                 | 24      | Sebastian Samuelsson   | 1 min 35 s | 3 (1+0+1+1) | 34 min 45 s 1 | + 2 min 18 s 2 |
| 14                 | 17      | Florent Claude         | 1 min 23 s | 2 (0+0+1+1) | 34 min 46 s 7 | + 2 min 19 s 8 |
| 15                 | 20      | Émilien Jacquelin      | 1 min 28 s | 5 (1+1+3+0) | 34 min 52 s 1 | + 2 min 52 s 2 |
| 16                 | 8       | Fabien Claude          | 57 s       | 6 (1+0+2+3) | 34 min 54 s 7 | + 2 min 27 s 8 |
| 17                 | 44      | Philipp Horn           | 2 min 17 s | 1 (0+1+0+0) | 34 min 55 s 7 | + 2 min 28 s 8 |
| 18                 | 19      | Niklas Hartweg         | 1 min 28 s | 4 (1+1+2+0) | 34 min 56 s 3 | + 2 min 29 s 4 |
| 19                 | 36      | Vitalii Mandzyn        | 2 min      | 1 (0+0+0+1) | 34 min 56 s 6 | + 2 min 29 s 7 |
| 20                 | 16      | Lukas Hofer            | 1 min 20 s | 3 (1+0+2+0) | 34 min 57 s 5 | + 2 min 30 s 6 |
| 21                 | 12      | Maxime Germain         | 1 min 6 s  | 4 (0+1+1+2) | 35 min 3 s 1  | + 2 min 36 s 2 |
| 22                 | 29      | Vítězslav Hornig       | 1 min 52 s | 2 (1+1+0+0) | 35 min 11 s 9 | + 2 min 45 s   |
| 23                 | 23      | Michal Krčmář          | 1 min 34 s | 2 (0+1+1+0) | 35 min 30 s 3 | + 3 min 3 s 4  |
| 24                 | 22      | Tero Seppälä           | 1 min 31 s | 4 (1+0+1+2) | 35 min 43 s 6 | + 3 min 4 s 7  |
| 25                 | 4       | Vebjørn Sørum          | 45 s       | 6 (1+2+2+1) | 35 min 44 s 9 | + 3 min 18 s 0 |
| 26                 | 33      | Andrejs Rastorgujevs   | 1 min 57 s | 2 (1+0+1+0) | 35 min 46 s 1 | + 3 min 19 s 2 |
| 27                 | 13      | Sebastian Stalder      | 1 min 6 s  | 4 (0+1+2+1) | 35 min 46 s 5 | + 3 min 19 s 6 |
| 28                 | 21      | Joscha Burkhalter      | 1 min 29 s | 3 (1+0+1+1) | 35 min 59 s 7 | + 3 min 32 s 8 |
| 29                 | 38      | Jonáš Mareček          | 2 min 9 s  | 0 (0+0+0+0) | 36 min 9 s 5  | + 3 min 42 s 6 |
| 30                 | 37      | Dmytro Pidruchnyi      | 2 min 5 s  | 4 (0+0+1+2) | 36 min 22 s 4 | + 3 min 55 s 5 |
| 31                 | 30      | Justus Strelow         | 1 min 53 s | 3 (0+1+1+1) | 36 min 24 s 8 | + 3 min 57 s 9 |
| 32                 | 26      | Simon Eder             | 1 min 49 s | 2 (0+0+2+0) | 36 min 30 s 5 | + 4 min 3 s 6  |
| 33                 | 53      | Patrick Jakob          | 2 min 33 s | 1 (1+0+0+0) | 36 min 50 s 7 | + 4 min 23 s 8 |
| 34                 | 28      | Vytautas Strolia       | 1 min 50 s | 4 (0+1+1+2) | 36 min 53 s 4 | + 4 min 26 s 5 |
| 35                 | 39      | Kristo Siimer          | 2 min 10 s | 2 (1+0+0+1) | 36 min 53 s 7 | + 4 min 26 s 8 |
| 36                 | 52      | Pavel Magazeev         | 2 min 33 s | 2 (0+1+1+0) | 36 min 56 s 4 | + 4 min 29 s 5 |
| 37                 | 48      | Konrad Badacz          | 2 min 30 s | 2 (0+2+0+0) | 36 min 57 s 1 | + 4 min 30 s 2 |
| 38                 | 31      | Olli Hiidensalo        | 1 min 57 s | 4 (2+0+1+1) | 37 min 5 s 0  | + 4 min 38 s 1 |
| 39                 | 56      | Paul Schommer          | 2 min 40 s | 4 (2+0+1+1) | 37 min 9 s 9  | + 4 min 43 s 0 |
| 40                 | 51      | Fredrik Mühlbacher     | 2 min 31 s | 3 (2+1+0+0) | 37 min 12 s 9 | + 4 min 46 s 0 |
| 41                 | 32      | Blagoy Todev           | 1 min 57 s | 4 (1+2+1+0) | 37 min 17 s 2 | + 4 min 50 s 3 |
| 42                 | 54      | Anton Vidmar           | 2 min 34 s | 4 (0+2+2+0) | 37 min 18 s 3 | + 4 min 51 s 4 |
| 43                 | 47      | Adam Runnalls          | 2 min 27 s | 3 (0+2+0+1) | 37 min 18 s 9 | + 4 min 52 s 0 |
| 44                 | 18      | Philipp Nawrath        | 1 min 26 s | 7 (1+2+1+3) | 37 min 21 s 7 | + 4 min 54 s 8 |
| 45                 | 41      | Sean Doherty           | 2 min 11 s | 6 (3+1+1+1) | 37 min 21 s 7 | + 4 min 54 s 8 |
| 46                 | 42      | Thierry Langer         | 2 min 11 s | 4 (2+1+0+1) | 37 min 23 s 9 | + 4 min 57 s 0 |
| 47                 | 35      | Anton Dudchenko        | 1 min 59 s | 5 (1+1+2+1) | 37 min 30 s 2 | + 5 min 3 s 3  |
| 48                 | 50      | Lovro Planko           | 2 min 31 s | 7 (0+3+1+3) | 37 min 37 s 2 | + 5 min 10 s 3 |
| 49                 | 43      | Didier Bionaz          | 2 min 16 s | 7 (3+2+1+1) | 37 min 45 s 1 | + 5 min 18 s 2 |
| 50                 | 40      | Danilo Riethmüller     | 2 min 10 s | 8 (3+1+2+2) | 37 min 47 s 1 | + 5 min 20 s 2 |
| 51                 | 60      | Viktor Brandt          | 2 min 56 s | 4 (2+1+1+0) | 37 min 55 s 7 | + 5 min 28 s 8 |
| 52                 | 34      | Renārs Birkentāls      | 1 min 58 s | 6 (2+0+2+2) | 38 min 7 s 7  | + 5 min 40 s 8 |
| 53                 | 55      | Jan Guńka              | 2 min 37 s | 3 (0+2+0+1) | 38 min 12 s 6 | + 5 min 45 s 7 |
| 54                 | 25      | Vladimir Iliev         | 1 min 48 s | 8 (2+3+1+2) | 38 min 24 s 5 | + 5 min 57 s 6 |
| 55                 | 57      | Daniele Cappellari     | 2 min 42 s | 4 (2+1+1+0) | 39 min 0 s 1  | + 6 min 33 s 2 |
| 56                 | 46      | Arttu Heikkinen        | 2 min 26 s | 8 (1+1+4+2) | 39 min 28 s 6 | + 7 min 1 s 7  |
| 57                 | 49      | David Komatz           | 2 min 31 s | 8 (0+1+4+3) | 39 min 44 s 7 | + 7 min 17 s 8 |
| -                  | 45      | Matija Legović         | 2 min 18 s | (2+2+3+)    | LAP           | LAP            |
| -                  | 58      | Jakob Kulbin           | 2 min 44 s | (3+2+2+)    | Abandon       | Abandon        |
| -                  | 59      | Jérémy Finello         | 2 min 51 s | (4+)        | Abandon       | Abandon        |

#### Mass Start (15 km)
| Rang               | Dossard | Biathlète              | Fautes      | Temps         | Écart          |
| ------------------ | ------- | ---------------------- | ----------- | ------------- | -------------- |
| Médaille d'or      | 15      | Endre Strømsheim       | 1 (1+0+0+0) | 38 min 22 s 6 |                |
| Médaille d'argent  | 6       | Sturla Lægreid         | 2 (2+0+0+0) | 38 min 35 s 0 | + 12 s 4       |
| Médaille de bronze | 1       | Johannes Bø            | 4 (1+1+2+0) | 38 min 35 s 3 | + 12 s 7       |
| 4                  | 3       | Campbell Wright        | 3 (1+0+1+0) | 38 min 54 s 0 | + 31 s 4       |
| 5                  | 21      | Martin Ponsiluoma      | 4 (1+0+1+2) | 39 min 4 s 5  | + 41 s 9       |
| 6                  | 4       | Tommaso Giacomel       | 4 (1+2+0+1) | 39 min 7 s 2  | + 44 s 6       |
| 7                  | 2       | Éric Perrot            | 3 (1+1+1+0) | 39 min 14 s 9 | + 52 s 3       |
| 8                  | 28      | Lukas Hofer            | 1 (0+0+0+1) | 39 min 17 s 6 | + 55 s 0       |
| 9                  | 29      | Tero Seppälä           | 1 (0+0+0+1) | 39 min 17 s 6 | + 55 s 0       |
| 10                 | 18      | Jesper Nelin           | 2 (0+0+0+2) | 39 min 39 s 0 | + 1 min 16 s 4 |
| 11                 | 7       | Émilien Jacquelin      | 3 (1+0+2+0) | 39 min 44 s 5 | + 1 min 21 s 9 |
| 12                 | 9       | Sebastian Samuelsson   | 4 (1+0+2+1) | 39 min 45 s 7 | + 1 min 23 s 1 |
| 13                 | 23      | Philipp Horn           | 2 (1+0+0+1) | 39 min 59 s 0 | + 1 min 36 s 4 |
| 14                 | 10      | Vebjørn Sørum          | 3 (0+1+2+0) | 40 min 9 s 0  | + 1 min 46 s 4 |
| 15                 | 11      | Fabien Claude          | 4 (1+0+3+1) | 40 min 10 s 7 | + 1 min 48 s 1 |
| 16                 | 12      | Philipp Nawrath        | 2 (0+2+0+0) | 40 min 17 s 4 | + 1 min 54 s 8 |
| 17                 | 17      | Niklas Hartweg         | 3 (0+2+1+0) | 40 min 25 s 3 | + 2 min 2 s 7  |
| 18                 | 8       | Tarjei Bø              | 5 (1+2+1+1) | 40 min 32 s 9 | + 2 min 10 s 3 |
| 19                 | 5       | Quentin Fillon Maillet | 6 (3+2+1+0) | 40 min 47 s 3 | + 2 min 24 s 7 |
| 20                 | 27      | Andrejs Rastorgujevs   | 1 (0+1+0+0) | 40 min 50 s 8 | + 2 min 28 s 2 |
| 21                 | 13      | Martin Uldal           | 6 (2+0+3+1) | 40 min 59 s 2 | + 2 min 36 s 6 |
| 22                 | 24      | Florent Claude         | 4 (1+2+1+0) | 40 min 59 s 6 | + 2 min 37 s 0 |
| 23                 | 19      | Michal Krčmář          | 4 (0+2+1+1) | 41 min 0 s 0  | + 2 min 37 s 4 |
| 24                 | 14      | Jakov Fak              | 4 (2+0+1+1) | 41 min 1 s 5  | + 2 min 38 s 9 |
| 25                 | 20      | Sebastian Stalder      | 3 (0+2+0+1) | 41 min 12 s 6 | + 2 min 50 s 0 |
| 26                 | 30      | Joscha Burkhalter      | 2 (1+0+0+1) | 41 min 14 s 6 | + 2 min 52 s 0 |
| 27                 | 25      | Vitalii Mandzyn        | 3 (0+1+1+1) | 41 min 33 s 5 | + 3 min 10 s 9 |
| 28                 | 26      | Maxime Germain         | 4 (2+1+1+0) | 41 min 57 s 4 | + 3 min 34 s 8 |
| 29                 | 22      | Olli Hiidensalo        | 4 (1+1+1+1) | 42 min 21 s 2 | + 3 min 58 s 6 |
| 30                 | 16      | Dmytro Pidruchnyi      | 4 (0+4+0+0) | 44 min 6 s 1  | + 5 min 52 s 8 |

### Femmes

#### Individuel (15 km)
| Rang               | Dossard       | Biathlète                      | Minutes de pénalité | Résultat      | Écart          |
| ------------------ | ------------- | ------------------------------ | ------------------- | ------------- | -------------- |
| Médaille d'or      | 46            | Julia Simon                    | 1 (0+0+0+1)         | 41 min 27 s 7 |                |
| Médaille d'argent  | 42            | Ella Halvarsson                | 0 (0+0+0+0)         | 42 min 05 s 5 | + 37 s 8       |
| Médaille de bronze | 52            | Lou Jeanmonnot                 | 1 (1+0+0+0)         | 42 min 06 s 6 | + 39 s 2       |
| 4                  | 48            | Suvi Minkkinen                 | 0 (0+0+0+0)         | 42 min 43 s 0 | + 1 min 15 s 3 |
| 5                  | 32            | Yuliia Dzhima                  | 0 (0+0+0+0)         | 42 min 51 s 5 | + 1 min 23 s 8 |
| 6                  | 64            | Elvira Öberg                   | 1 (0+0+0+1)         | 42 min 57 s 5 | + 1 min 29 s 8 |
| 7                  | 37            | Tuuli Tomingas                 | 1 (0+0+0+1)         | 43 min 12 s 5 | + 1 min 44 s 8 |
| 8                  | 44            | Maren Kirkeeide                | 2 (1+0+0+1)         | 43 min 14 s 4 | + 1 min 46 s 7 |
| 9                  | 62            | Justine Braisaz-Bouchet        | 3 (0+0+2+1)         | 43 min 20 s 6 | + 1 min 52 s 9 |
| 10                 | 56            | Franziska Preuss               | 2 (0+0+0+2)         | 43 min 21 s 0 | + 1 min 53 s 3 |
| 11                 | 49            | Khrystyna Dmytrenko            | 0 (0+0+0+0)         | 43 min 39 s 4 | + 2 min 11 s 7 |
| 12                 | 51            | Ragnhild Femsteinevik          | 0 (0+1+0+1)         | 43 min 41 s 4 | + 2 min 13 s 7 |
| 13                 | 55            | Lora Hristova                  | 1 (1+0+0+0)         | 43 min 58 s 3 | + 2 min 30 s 6 |
| 14                 | 40            | Lotte Lie                      | 1 (0+0+1+0)         | 44 min 02 s 5 | + 2 min 34 s 8 |
| 15                 | 33            | Samuela Comola                 | 1 (0+1+0+0)         | 44 min 05 s 7 | + 2 min 38 s 0 |
| 16                 | 18            | Lena Häcki-Gross               | 2 (1+0+1+0)         | 44 min 10 s 1 | + 2 min 42 s 4 |
| 17                 | 27            | Polona Klemencic               | 1 (0+1+0+0)         | 44 min 14 s 5 | + 2 min 46 s 8 |
| 18                 | 54            | Océane Michelon                | 3 (0+2+1+0)         | 44 min 16 s 0 | + 2 min 48 s 3 |
| 19                 | 36            | Amy Baserga                    | 2 (0+0+1+1)         | 44 min 18 s 8 | + 2 min 51 s 1 |
| 20                 | 21            | Aita Gasparin                  | 2 (1+1+0+0)         | 44 min 33 s 4 | + 3 min 05 s 7 |
| 21                 | 30            | Hannah Auchentaller            | 2 (0+1+1+0)         | 44 min 41 s 6 | + 3 min 13 s 9 |
| 22                 | 5             | Johanna Puff                   | 0 (0+0+0+0)         | 44 min 42 s 4 | + 3 min 14 s 7 |
| 23                 | 60            | Jeanne Richard                 | 3 (1+0+0+2)         | 44 min 48 s 7 | + 3 min 21 s 0 |
| 24                 | 38            | Tereza Vobornikova             | 2 (1+0+0+1)         | 44 min 54 s 4 | + 3 min 26 s 7 |
| 25                 | 45            | Baiba Bendika                  | 4 (0+2+1+1)         | 44 min 58 s 2 | + 3 min 30 s 5 |
| 26                 | 72            | Natalia Sidorowicz             | 2 (1+0+0+1)         | 45 min 01 s 5 | + 3 min 33 s 8 |
| 27                 | 57            | Michela Carrara                | 4 (0+1+0+3)         | 45 min 03 s 0 | + 3 min 35 s 3 |
| 28                 | 22            | Anna Magnusson                 | 2 (1+0+0+1)         | 45 min 06 s 9 | + 3 min 39 s 2 |
| 29                 | 3             | Deedra Irwin                   | 2 (0+1+1+0)         | 45 min 19 s 9 | + 3 min 52 s 2 |
| 30                 | 50            | Lisa Theresa Hauser            | 3 (1+1+1+0)         | 45 min 29 s 8 | + 4 min 02 s 1 |
| 31                 | 63            | Tamara Steiner                 | 1 (1+0+0+0)         | 45 min 33 s 0 | + 4 min 05 s 3 |
| 32                 | 68            | Lena Repinc                    | 2 (2+0+0+0)         | 45 min 34 s 4 | + 4 min 06 s 7 |
| 33                 | 34            | Julia Tannheimer               | 4 (1+0+0+3)         | 45 min 44 s 7 | + 4 min 47 s 0 |
| 34                 | 65            | Ema Kapustová                  | 1 (0+0+1+0)         | 45 min 48 s 8 | + 4 min 21 s 1 |
| 35                 | 66            | Ida Lien                       | 4 (0+1+0+3)         | 45 min 52 s 1 | +4 min 24 s 4  |
| 36                 | 25            | Jessica Jislová                | 2 (0+0+1+1)         | 45 min 54 s 6 | +4 min 26 s 9  |
| 37                 | 26            | Maya Cloetens                  | 2 (1+0+1+0)         | 45 min 56 s 1 | +4 min 28 s 4  |
| 38                 | 23            | Anna Mąka                      | 2 (1+0+0+1)         | 45 min 56 s 3 | +4 min 28 s 6  |
| 39                 | 12            | Ingrid Landmark Tandrevold     | 3 (0+2+0+1)         | 45 min 59 s 0 | +4 min 31 s 3  |
| 40                 | 28            | Paulína Bátovská Fialková      | 4 (1+1+0+2)         | 45 min 59 s 5 | +4 min 31 s 8  |
| 41                 | 31            | Chloe Levins                   | 2 (0+1+1+0)         | 46 min 06 s 6 | +4 min 38 s 9  |
| 42                 | 84            | Lucinda Anderson               | 4 (0+2+1+1)         | 46 min 19 s 6 | +4 min 51 s 9  |
| 43                 | 24            | Hanna Öberg                    | 5 (1+1+3+0)         | 46 min 28 s 8 | +5 min 01 s 1  |
| 44                 | 7             | Anastasiya Merkushyna          | 2 (1+0+0+1)         | 46 min 35 s 9 | +5 min 08 s 2  |
| 45                 | 6             | Lidija Žurauskaitė             | 3 (0+2+0+1)         | 46 min 45 s 8 | +5 min 18 s 1  |
| 46                 | 58            | Selina Grotian                 | 5 (2+1+1+1)         | 46 min 49 s 3 | +5 min 21 s 6  |
| 47                 | 43            | Susan Külm                     | 3 (1+2+0+0)         | 46 min 52 s 6 | +5 min 24 s 9  |
| 48                 | 47            | Alina Stremous                 | 2 (0+0+2+0)         | 46 min 54 s 8 | +5 min 27 s 1  |
| 49                 | 35            | Judita Traubaitė               | 4 (1+0+2+1)         | 46 min 55 s 2 | +5 min 27 s 5  |
| 50                 | 13            | Martina Trabucchi              | 3 (1+0+2+0)         | 46 min 56 s 2 | +5 min 28 s 5  |
| 51                 | 1             | Anastasia Tolmacheva           | 0 (0+0+0+0)         | 46 min 57 s 7 | +5 min 30 s 0  |
| 52                 | 14            | Anastasiya Kuzmina             | 5 (2+1+1+1)         | 47 min 14 s 4 | +5 min 46 s 7  |
| 53                 | 59            | Sonja Leinamo                  | 5 (0+2+1+2)         | 47 min 21 s 1 | +5 min 53 s 4  |
| 54                 | 29            | Emma Lunder                    | 4 (2+1+0+1)         | 47 min 23 s 6 | +5 min 55 s 9  |
| 55                 | 71            | Joanna Jakieła                 | 4 (1+1+0+2)         | 47 min 28 s 2 | +6 min 00 s 5  |
| 56                 | 9             | Anna Andexer                   | 4 (0+0+3+1)         | 47 min 36 s 3 | +6 min 08 s 6  |
| 57                 | 69            | Johanna Talihärm               | 3 (1+1+0+1)         | 47 min 38 s 2 | +6 min 10 s 5  |
| 58                 | 8             | Sandra Buliņa                  | 2 (2+0+0+0)         | 47 min 42 s 5 | +6 min 14 s 8  |
| 59                 | 10            | Kamila Żuk                     | 4 (2+1+1+0)         | 47 min 43 s 1 | +6 min 15 s 4  |
| 60                 | 4             | Regina Ermits                  | 4 (4+0+0+0)         | 47 min 45 s 7 | +6 min 18 s 0  |
| 61                 | 53            | Olena Horodna                  | 3 (1+1+1+0)         | 48 min 00 s 8 | +6 min 33 s 1  |
| 62                 | 2             | Elisa Gasparin                 | 5 (0+2+1+2)         | 48 min 07 s 8 | +6 min 40 s 1  |
| 63                 | 20            | Milena Todorova                | 6 (1+2+1+2)         | 48 min 33 s 0 | +7 min 05 s 3  |
| 63                 | 67            | Lucie Charvátová               | 6 (0+1+2+3)         | 48 min 33 s 0 | +7 min 05 s 3  |
| 65                 | 80            | Gaia Brunello                  | 1 (0+1+0+0)         | 48 min 34 s 0 | +7 min 06 s 3  |
| 66                 | 74            | Eve Bouvard                    | 4 (0+2+0+2)         | 48 min 36 s 0 | +7 min 08 s 3  |
| 67                 | 41            | Anna Juppe                     | 5 (2+1+0+2)         | 48 min 50 s 3 | +7 min 22 s 6  |
| 68                 | 73            | Natalija Kočergina             | 4 (1+2+1+0)         | 49 min 02 s 3 | +7 min 34 s 4  |
| 69                 | 70            | Pascale Paradis                | 4 (0+1+2+1)         | 45 min 04 s 0 | +7 min 36 s 3  |
| 70                 | 19            | Inka Hämäläinen                | 5 (1+3+0+1)         | 49 min 04 s 6 | +7 min 36 s 9  |
| 71                 | 16            | Anamarija Lampič               | 8 (3+2+1+2)         | 49 min 09 s 0 | +7 min 41 s 3  |
| 72                 | 90            | Shawna Pendry                  | 4 (0+1+2+1)         | 49 min 28 s 2 | +8 min 00 s 5  |
| 73                 | 17            | Nadia Moser                    | 5 (1+1+1+2)         | 49 min 48 s 2 | +8 min 21 s 1  |
| 74                 | 61            | Aliona Makarova                | 3 (1+1+1+0)         | 50 min 04 s 0 | +8 min 36 s 3  |
| 75                 | 79            | Olga Poltoranina               | 4 (1+2+1+0)         | 50 min 14 s 7 | +8 min 47 s 0  |
| 76                 | 81            | Elena Chirkova                 | 4 (1+1+1+1)         | 50 min 22 s 3 | +8 min 54 s 6  |
| 77                 | 93            | Grace Castonguay               | 4 (1+0+2+1)         | 50 min 36 s 4 | +9 min 08 s 7  |
| 78                 | 86            | Elza Bleidele                  | 5 (0+2+3+0)         | 50 min 41 s 4 | +9 min 13 s 7  |
| 79                 | 82            | Živa Klemenčič                 | 6 (1+2+1+2)         | 50 min 46 s 4 | +9 min 18 s 7  |
| 80                 | 11            | Kristýna Otcovská              | 6 (0+3+1+2)         | 50 min 57 s 3 | +9 min 29 s 6  |
| 81                 | 39            | Darcie Morton                  | 5 (2+1+1+1)         | 51 min 03 s 1 | +9 min 35 s 4  |
| 82                 | 77            | Sara Ponya                     | 3 (1+0+1+1)         | 51 min 17 s 1 | +9 min 49 s 4  |
| 83                 | 75            | Sanita Buliņa                  | 7 (2+1+0+4)         | 50 min 04 s 0 | +9 min 55 s 5  |
| 84                 | 83            | Anika Kožica                   | 6 (0+3+0+3)         | 51 min 29 s 0 | +10 min 01 s 3 |
| 85                 | 87            | Polina Yegorova                | 5 (1+1+1+2)         | 51 min 45 s 8 | +10 min 18 s 1 |
| 86                 | 85            | Galina Vishnevskaya-Sheporenko | 4 (1+1+1+1)         | 51 min 48 s 1 | +10 min 20 s 4 |
| 87                 | 92            | Chloe Dupont                   | 4 (2+1+0+1)         | 51 min 53 s 1 | +10 min 25 s 4 |
| 88                 | 91            | Ukaleq Astri Slettemark        | 3 (0+0+1+2)         | 51 min 55 s 2 | +10 min 27 s 5 |
| 89                 | 89            | Konstantina Charalampidou      | 4 (2+0+0+2)         | 52 min 53 s 9 | +11 min 26 s 2 |
| 90                 | 76            | Maria Zdravkova                | 8 (2+2+4+0)         | 53 min 22 s 1 | +11 min 54 s 4 |
| 91                 | 78            | Andreea Mezdrea                | 9 (2+2+2+3)         | 53 min 58 s 2 | +12 min 30 s 5 |
|                    | 15            | Erika Jänkä                    | (1+ )               | Abandon       | Abandon        |
| 88                 | Alla Ghilenko | 3 (0+0+1+2)                    |                     | Abandon       | Abandon        |

#### Sprint (7,5km)
| Rang               | Dossard | Biathlète                      | Faute(s)      | Résultat      | Écart         |
| ------------------ | ------- | ------------------------------ | ------------- | ------------- | ------------- |
| Médaille d'or      | 68      | Justine Braisaz-Bouchet        | 1 (1+0)       | 22 min 08 s 7 |               |
| Médaille d'argent  | 46      | Franziska Preuss               | 1 (0+1)       | 22 min 18 s 5 | + 9 s 8       |
| Médaille de bronze | 42      | Suvi Minkkinen                 | 0 (0+0)       | 22 min 18 s 7 | + 10 s 0      |
| 4                  | 34      | Lena Häcki-Gross               | 0 (0+0)       | 22 min 20 s 1 | +11 s 4       |
| 5                  | 2       | Michela Carrara                | 1 (0+1)       | 22 min 33 s 1 | + 24 s 4      |
| 6                  | 54      | Lou Jeanmonnot                 | 2 (1+1)       | 22 min 39 s 6 | +30 s 9       |
| 7                  | 48      | Julia Simon                    | 2 (1+1)       | 22 min 43 s 2 | +34 s 5       |
| 8                  | 16      | Maya Cloetens                  | 0 (0+0)       | 22 min 59 s 1 | +50 s 4       |
| 9                  | 66      | Ella Halvarsson                | 2 (0+2)       | 23 min 00 s 9 | +52 s 2       |
| 10                 | 60      | Elvira Öberg                   | 2 (0+2)       | 23 min 02 s 1 | +53 s 4       |
| 11                 | 61      | Sophia Schneider               | 1 (1+0)       | 23 min 04 s 4 | +55 s 7       |
| 12                 | 56      | Océane Michelon                | 3 (2+1)       | 23 min 04 s 8 | +56 s 1       |
| 13                 | 51      | Natalia Sidorowicz             | 1 (0+1)       | 23 min 05 s 2 | +56 s 5       |
| 14                 | 30      | Anamarija Lampic               | 3 (2+1)       | 23 min 05 s 4 | +56 s 7       |
| 14                 | 40      | Milena Todorova                | 23 min 05 s 4 | +56 s 7       |               |
| 16                 | 52      | Maren Kirkeeide                | 3 (3+0)       | 23 min 05 s 5 | +56 s 8       |
| 17                 | 24      | Julia Tannheimer               | 1 (0+1)       | 23 min 07 s 8 | +59 s 1       |
| 18                 | 18      | Yuliia Dzhima                  | 0 (0+0)       | 23 min 08 s 4 | +59 s 7       |
| 19                 | 38      | Hanna Oeberg                   | 2 (0+2)       | 23 min 11 s 5 | +1 min 02 s 8 |
| 20                 | 32      | Anna Magnusson                 | 2 (0+2)       | 23 min 11 s 8 | +1 min 03 s 1 |
| 21                 | 44      | Dorothea Wierer                | 2 (0+2)       | 23 min 19 s 3 | +1 min 10 s 6 |
| 22                 | 36      | Paulína Bátovská Fialková      | 2 (1+1)       | 23 min 21 s 3 | +1 min 12 s 6 |
| 23                 | 10      | Ingrid Landmark Tandrevold     | 2 (1+1)       | 23 min 21 s 5 | +1 min 12 s 8 |
| 24                 | 50      | Selina Grotian                 | 34 (2+1)      | 23 min 28 s 2 | +1 min 19 s 5 |
| 25                 | 43      | Emma Lunder                    | 1 (0+1)       | 23 min 35 s 2 | +1 min 26 s 5 |
| 26                 | 64      | Lisa Theresa Hauser            | 2 (1+1)       | 23 min 39 s 8 | +1 min 31 s 1 |
| 27                 | 69      | Joanna Jakiela                 | 1 (0+1)       | 23 min 44 s 4 | +1 min 35 s 7 |
| 28                 | 62      | Jeanne Richard                 | 2 (1+1)       | 23 min 46 s 6 | +1 min 37 s 9 |
| 29                 | 69      | Lotte Lie                      | 2 (1+1)       | 23 min 56 s 3 | +1 min 47 s 6 |
| 30                 | 17      | Polona Klemencic               | 2 (1+1)       | 23 min 56 s 7 | +1 min 48 s 0 |
| 31                 | 71      | Nadia Moser                    | 0 (0+0)       | 23 min 58 s 4 | +1 min 49 s 7 |
| 32                 | 7       | Tuuli Tomingas                 | 2 (0+2)       | 23 min 58 s 7 | +1 min 50 s 0 |
| 33                 | 29      | Anastasiya Kuzmina             | 3 (1+2)       | 23 min 59 s 0 | +1 min 50 s 3 |
| 33                 | 31      | Anna Gandler                   | 2 (1+1))      | 23 min 59 s 0 | +1 min 50 s 3 |
| 35                 | 67      | Tamara Steiner                 | 1 (0+1)       | 24 min 12 s 9 | +2 min 04 s 2 |
| 36                 | 49      | Susan Kuelm                    | 3 (1+2)       | 24 min 13 s 3 | +2 min 04 s 6 |
| 37                 | 13      | Elisa Gasparin                 | 3 (1+2)       | 24 min 16 s 7 | +2 min 08 s 0 |
| 38                 | 12      | Pascale Paradis                | 1 (0+1)       | 24 min 21 s 9 | +2 min 13 s 2 |
| 39                 | 72      | Lucie Charvátová               | 4 (2+2)       | 24 min 22 s 4 | +2 min 13 s 7 |
| 40                 | 27      | Lora Hristova                  | 2 (0+2)       | 24 min 22 s 8 | +2 min 14 s 1 |
| 41                 | 57      | Aita Gasparin                  | 4 (2+2)       | 24 min 23 s 2 | +2 min 14 s 5 |
| 42                 | 77      | Estere Volfa                   | 2 (0+2)       | 24 min 24 s 6 | +2 min 15 s 9 |
| 43                 | 3       | Valentina Dimitrova            | 2 (1+1)       | 24 min 29 s 3 | +2 min 20 s 6 |
| 44                 | 20      | Karoline Offigstad Knotten     | 4 (0+4)       | 24 min 29 s 8 | +2 min 21 s 1 |
| 45                 | 1       | Anna Maka                      | 2 (0+2)       | 24 min 35 s 8 | +2 min 27 s 1 |
| 46                 | 26      | Hannah Auchentaller            | 3 (1+2)       | 24 min 36 s 4 | +2 min 27 s 7 |
| 47                 | 63      | Judita Traubaite               | 3 (1+2)       | 24 min 36 s 9 | +2 min 28 s 2 |
| 48                 | 19      | Khrystyna Dmytrenko            | 3 (2+1)       | 24 min 37 s 0 | +2 min 28 s 3 |
| 49                 | 65      | Johanna Talihaerm              | 3 (2+1)       | 24 min 41 s 5 | +2 min 32 s 8 |
| 50                 | 35      | Ragnhild Femsteinevik          | 5 (3+2)       | 24 min 42 s 0 | +2 min 33 s   |
| 51                 | 41      | Regina Ermits                  | 3 (3+0)       | 24 min 44 s 5 | +2 min 35 s 8 |
| 52                 | 90      | Chloe Levins                   | 1 (1+0)       | 24 min 48 s 3 | +2 min 39 s 6 |
| 53                 | 37      | Martina Trabucchi              | 3 (3+0)       | 24 min 50 s 8 | +2 min 42 s 1 |
| 54                 | 33      | Jessica Jislova                | 3 (1+2)       | 24 min 52 s 0 | +2 min 43 s 3 |
| 55                 | 14      | Baiba Bendika                  | 4 (1+3)       | 24 min 53 s 4 | +2 min 44 s 7 |
| 56                 | 81      | Lucinda Anderson               | 4 (1+3)       | 24 min 54 s 8 | +2 min 46 s 1 |
| 57                 | 25      | Eve Bouvard                    | 2 (1+1)       | 24 min 55 s 3 | +2 min 46 s 6 |
| 58                 | 4       | Anna Andexer                   | 3 (1+2)       | 24 min 56 s 7 | +2 min 48 s 0 |
| 59                 | 15      | Anastasia Tolmacheva           | 1 (1+0)       | 24 min 56 s 9 | +2 min 48 s 2 |
| 60                 | 23      | Lena Repinc                    | 4 (2+2)       | 24 min 58 s 7 | +2 min 50 s 0 |
| 61                 | 28      | Amy Baserga                    | 5 (3+2)       | 24 min 58 s 8 | +2 min 50 s 1 |
| 62                 | 70      | Inka Hamalainen                | 4 (3+1)       | 25 min 03 s 2 | +2 min 54 s 5 |
| 63                 | 39      | Deedra Irwin                   | 4 (0+4)       | 25 min 04 s 1 | +2 min 55 s 4 |
| 64                 | 78      | Margie Freed                   | 4 (2+2)       | 25 min 07 s 3 | +2 min 58 s 6 |
| 65                 | 76      | Gaia Brunello                  | 0 (0+0)       | 25 min 09 s 9 | +3 min 01 s 2 |
| 66                 | 82      | Ziva Klemencic                 | 3 (0+3)       | 25 min 15 s 4 | +3 min 06 s 7 |
| 67                 | 9       | Alina Stremous                 | 2 (1+1)       | 25 min 15 s 9 | +3 min 07 s 2 |
| 68                 | 45      | Kamila Zuk                     | 4 (3+1)       | 25 min 17 s 2 | +3 min 08 s 5 |
| 69                 | 8       | Lidiia Zhurauskaite            | 4 (1+3)       | 25 min 18 s 5 | +3 min 09 s 8 |
| 70                 | 74      | Iryna Petrenko                 | 2 (1+1)       | 25 min 19 s 8 | +3 min 11 s 1 |
| 71                 | 22      | Tereza Vobornikova             | 4 (2+2)       | 25 min 20 s 7 | +3 min 12 s 0 |
| 72                 | 92      | Ukaleq Astri Slettemark        | 0 (0+0)       | 25 min 21 s 2 | +3 min 12 s 5 |
| 73                 | 55      | Sandra Bulina                  | 2 (0+2)       | 25 min 30 s 6 | +3 min 21 s 9 |
| 74                 | 47      | Aliona Makarova                | 1 (1+0)       | 25 min 37 s 9 | +3 min 29 s 2 |
| 75                 | 53      | Olena Horodna                  | 4 (4+0)       | 25 min 43 s 5 | +3 min 34 s 8 |
| 76                 | 86      | Erika Janka                    | 3 (1+2)       | 25 min 54 s 5 | +3 min 45 s 8 |
| 77                 | 84      | Shawna Pendry                  | 3 (3+0)       | 25 min 54 s 6 | +3 min 45 s 9 |
| 78                 | 11      | Zuzana Remenova                | 3 (2+1)       | 25 min 59 s 6 | +3 min 50 s 9 |
| 79                 | 89      | Anika Kozica                   | 2 (0+2)       | 26 min 02 s 2 | +3 min 53 s 5 |
| 80                 | 5       | Darcie Morton                  | 4 (2+2)       | 26 min 17 s 9 | +4 min 09 s 2 |
| 81                 | 79      | Chloe Dupont                   | 1 (0+1)       | 26 min 27 s 4 | +4 min 18 s 7 |
| 82                 | 59      | Sonja Leinamo                  | 7 (4+3)       | 26 min 31 s 5 | +4 min 22 s 8 |
| 83                 | 91      | Elza Bleidele                  | 4 (2+2)       | 26 min 34 s 5 | +4 min 25 s 8 |
| 84                 | 73      | Natalija Kočergina             | 5 (3+2)       | 26 min 34 s 8 | +4 min 26 s 1 |
| 85                 | 83      | Aisha Rakisheva                | 4 (4+0)       | 26 min 53 s 8 | +4 min 45 s 1 |
| 86                 | 85      | Galina Vishnevskaya-Sheporenko | 3 (3+0)       | 27 min 10 s 6 | +5 min 01 s 9 |
| 87                 | 86      | Sara Ponya                     | 3 (1+2)       | 27 min 30 s 7 | +5 min 22 s 0 |
| 88                 | 80      | Andreea Mezdrea                | 7 (4+3)       | 27 min 39 s 2 | +5 min 30 s 5 |
| 89                 | 75      | Adelina Rimbeu                 | 6 (4+2)       | 28 min 46 s 4 | +6 min 37 s 7 |
| 90                 | 88      | Alla Ghilenko                  | 7 (4+3)       | 29 min 37 s 5 | +7 min 28 s 8 |
| 91                 | 87      | Konstantina Charalampidou      | 6 (1+5)       | 29 min 57 s 9 | +7 min 49 s 2 |
|                    | 21      | Kristyna Otcovska              | 2 (2+)        | ABANDON       |               |

#### Poursuite (10 km)
| Rang               | Dossard | Biathlète                 | Départ     | Pénalités   | Temps         | Écart          |
| ------------------ | ------- | ------------------------- | ---------- | ----------- | ------------- | -------------- |
| Médaille d'or      | 2       | Franziska Preuß           | 10 s       | 0 (0+0+0+0) | 26 min 58 s 9 |                |
| Médaille d'argent  | 10      | Elvira Öberg              | 53 s       | 1 (0+0+0+1) | 27 min 38 s 0 | + 39 s 1       |
| Médaille de bronze | 1       | Justine Braisaz-Bouchet   |            | 3 (1+0+1+1) | 27 min 39 s 8 | + 40 s 9       |
| 4                  | 6       | Lou Jeanmonnot            | 31 s       | 2 (0+0+1+1) | 28 min 1 s 1  | + 1 min 2 s 2  |
| 5                  | 4       | Lena Häcki-Gross          | 11 s       | 4 (0+0+1+3) | 28 min 27 s 2 | + 1 min 28 s 3 |
| 6                  | 3       | Suvi Minkkinen            | 10 s       | 2 (1+1+0+0) | 28 min 40 s 0 | + 1 min 41 s 1 |
| 7                  | 20      | Anna Magnusson            | 1 min 3 s  | 3 (0+0+1+2) | 28 min 42 s 9 | + 1 min 44 s 0 |
| 8                  | 5       | Michela Carrara           | 24 s       | 5 (1+1+1+2) | 28 min 43 s 1 | + 1 min 44 s 2 |
| 9                  | 9       | Ella Halvarsson           | 52 s       | 4 (1+0+2+1) | 28 min 46 s 8 | + 1 min 47 s 9 |
| 10                 | 24      | Selina Grotian            | 1 min 20 s | 3 (1+2+0+0) | 28 min 51 s 9 | + 1 min 53 s 0 |
| 11                 | 19      | Hanna Öberg               | 1 min 3 s  | 5 (0+1+3+1) | 29 min 1 s 6  | + 2 min 2 s 7  |
| 12                 | 7       | Julia Simon               | 35 s       | 6 (0+3+1+2) | 29 min 6 s 5  | + 2 min 7 s 6  |
| 13                 | 12      | Océane Michelon           | 56 s       | 4 (1+1+0+2) | 29 min 6 s 7  | + 2 min 7 s 8  |
| 14                 | 29      | Lotte Lie                 | 1 min 48 s | 0 (0+0+0+0) | 29 min 23 s 9 | + 2 min 25 s 0 |
| 15                 | 26      | Lisa Theresa Hauser       | 1 min 31 s | 2 (0+0+0+2) | 29 min 36 s 9 | + 2 min 38 s 0 |
| 16                 | 15      | Milena Todorova           | 57 s       | 4 (1+0+1+2) | 29 min 38 s 8 | + 2 min 39 s 9 |
| 17                 | 8       | Maya Cloetens             | 50 s       | 1 (0+0+1+0) | 29 min 43 s 1 | + 2 min 44 s 2 |
| 18                 | 23      | Ingrid Tandrevold         | 1 min 13 s | 4 (0+0+1+3) | 29 min 44 s 3 | + 2 min 45 s 4 |
| 19                 | 40      | Lora Hristova             | 2 min 14 s | 0 (0+0+0+0) | 29 min 48 s 2 | + 2 min 49 s 3 |
| 20                 | 32      | Tuuli Tomingas            | 1 min 50 s | 1 (0+0+0+1) | 29 min 50 s 6 | + 2 min 51 s 7 |
| 21                 | 41      | Aita Gasparin             | 2 min 15 s | 2 (0+0+1+1) | 29 min 51 s 9 | + 2 min 53 s 0 |
| 22                 | 18      | Yuliia Dzhima             | 1 min      | 3 (0+1+2+0) | 30 min 1 s 3  | + 3 min 2 s 4  |
| 23                 | 11      | Sophia Schneider          | 56 s       | 5 (1+2+2+0) | 30 min 1 s 4  | + 3 min 2 s 5  |
| 24                 | 17      | Julia Tannheimer          | 59 s       | 4 (1+0+1+2) | 30 min 3 s 5  | + 3 min 4 s 6  |
| 25                 | 51      | Regina Ermits             | 2 min 36 s | 1 (0+1+0+0) | 30 min 4 s 8  | + 3 min 5 s 9  |
| 26                 | 27      | Joanna Jakieła            | 1 min 36 s | 2 (0+1+1+0) | 30 min 9 s 8  | + 3 min 10 s 9 |
| 27                 | 25      | Emma Lunder               | 1 min 27 s | 3 (0+1+2+0) | 30 min 14 s 2 | + 3 min 15 s 3 |
| 28                 | 14      | Anamarija Lampič          | 57 s       | 8 (1+1+2+4) | 30 min 14 s 9 | + 3 min 16 s 0 |
| 29                 | 22      | Paulína Bátovská Fialková | 1 min 13 s | 5 (2+1+1+1) | 30 min 15 s 2 | + 3 min 16 s 3 |
| 30                 | 48      | Khrystyna Dmytrenko       | 2 min 28 s | 1 (1+0+0+0) | 30 min 15 s 6 | + 3 min 16 s 7 |
| 31                 | 35      | Tamara Steiner            | 2 min 4 s  | 1 (0+0+0+1) | 30 min 19 s 3 | + 3 min 20 s 4 |
| 32                 | 33      | Anastasia Kuzmina         | 1 min 50 s | 4 (0+1+1+2) | 30 min 34 s 6 | + 3 min 35 s 7 |
| 33                 | 16      | Maren Kirkeeide           | 57 s       | 7 (2+3+1+1) | 30 min 37 s 5 | + 3 min 38 s 6 |
| 34                 | 28      | Jeanne Richard            | 1 min 38 s | 5 (1+1+2+1) | 30 min 51 s 0 | + 3 min 52 s 1 |
| 35                 | 31      | Nadia Moser               | 1 min 50 s | 3 (0+1+1+1) | 30 min 53 s 7 | + 3 min 54 s 8 |
| 36                 | 54      | Jessica Jislová           | 2 min 43 s | 1 (0+0+1+0) | 31 min 2 s 8  | + 4 min 3 s 9  |
| 37                 | 30      | Polona Klemenčič          | 1 min 48 s | 4 (1+0+1+2) | 31 min 3 s 5  | + 4 min 4 s 6  |
| 38                 | 37      | Elisa Gasparin            | 2 min 8 s  | 4 (1+0+1+2) | 31 min 5 s 0  | + 4 min 6 s 1  |
| 39                 | 36      | Susan Külm                | 2 min 5 s  | 3 (1+1+1+0) | 31 min 11 s 0 | + 4 min 12 s 1 |
| 40                 | 46      | Hannah Auchentaller       | 2 min 28 s | 3 (1+0+1+1) | 31 min 14 s 3 | + 4 min 15 s 4 |
| 41                 | 55      | Baiba Bendika             | 2 min 45 s | 5 (0+0+4+1) | 31 min 24 s 5 | + 4 min 25 s 6 |
| 42                 | 59      | Anastasia Tolmacheva      | 2 min 48 s | 0 (0+0+0+0) | 31 min 32 s 2 | + 4 min 33 s 3 |
| 43                 | 38      | Pascale Paradis           | 2 min 13 s | 0 (0+0+0+0) | 31 min 34 s 1 | + 4 min 35 s 2 |
| 44                 | 58      | Anna Andexer              | 2 min 48 s | 3 (1+1+1+0) | 31 min 36 s 3 | + 4 min 37 s 4 |
| 45                 | 50      | Ragnhild Femsteinevik     | 2 min 33 s | 5 (4+1+0+0) | 31 min 54 s 2 | + 4 min 55 s 3 |
| 46                 | 43      | Valentina Dimitrova       | 2 min 21 s | 4 (1+0+2+1) | 32 min 7 s 8  | + 5 min 8 s 9  |
| 47                 | 45      | Anna Mąka                 | 2 min 27 s | 3 (0+1+1+1) | 32 min 8 s 4  | + 5 min 9 s 5  |
| 48                 | 52      | Chloe Levins              | 2 min 40 s | 3 (1+0+1+1) | 32 min 26 s 9 | + 5 min 28 s 0 |
| 49                 | 56      | Lucinda Anderson          | 2 min 46 s | 5 (1+2+0+2) | 32 min 32 s 3 | + 5 min 33 s 4 |
| 50                 | 39      | Lucie Charvátová          | 2 min 14 s | 8 (2+1+2+3) | 32 min 35 s 8 | + 5 min 36 s 9 |
| 51                 | 44      | Karoline Knotten          | 2 min 21 s | 6 (2+1+2+1) | 32 min 58 s 8 | + 5 min 59 s 9 |
| 52                 | 57      | Ève Bouvard               | 2 min 47 s | 5 (1+2+1+1) | 33 min 10 s 3 | + 6 min 11 s 4 |
| 53                 | 60      | Lena Repinc               | 2 min 50 s | 7 (0+2+2+3) | 33 min 10 s 9 | + 6 min 12 s 0 |
| 54                 | 47      | Judita Traubaitė          | 2 min 28 s | 7 (1+2+2+2) | 33 min 15 s 7 | + 6 min 16 s 8 |
| 55                 | 13      | Natalia Sidorowicz        | 57 s       | 7 (1+2+3+1) | 33 min 27 s 9 | + 6 min 29 s 0 |
| 56                 | 42      | Estere Volfa              | 2 min 16 s | 8 (2+1+3+2) | 33 min 53 s 7 | + 6 min 54 s 8 |
| -                  | 49      | Johanna Talihärm          | 2 min 33 s | (2+4+)      | LAP           | LAP            |
| -                  | 53      | Martina Trabucchi         | 2 min 42 s | (1+2+3+)    | LAP           | LAP            |
| -                  | 21      | Dorothea Wierer           | 1 min 11 s |             | Forfait       | Forfait        |
| -                  | 34      | Anna Gandler              | 1 min 50 s |             | Forfait       | Forfait        |

#### Mass Start (12,5 km)
| Rang               | Dossard | Biathlète               | Fautes      | Temps         | Écart          |
| ------------------ | ------- | ----------------------- | ----------- | ------------- | -------------- |
| Médaille d'or      | 4       | Elvira Öberg            | 2 (1+1+0+0) | 40 min 32 s 3 |                |
| Médaille d'argent  | 9       | Océane Michelon         | 3 (1+1+1+0) | 40 min 41 s 7 | + 9 s 4        |
| Médaille de bronze | 11      | Maren Kirkeeide         | 3 (2+0+1+0) | 40 min 48 s 8 | + 16 s 5       |
| 4                  | 8       | Jeanne Richard          | 3 (0+1+2+0) | 40 min 55 s 4 | + 23 s 1       |
| 5                  | 21      | Milena Todorova         | 2 (1+0+1+0) | 40 min 56 s 6 | + 24 s 3       |
| 6                  | 7       | Lou Jeanmonnot          | 4 (3+0+0+1) | 41 min 6 s 4  | + 34 s 1       |
| 7                  | 2       | Franziska Preuß         | 1 (0+0+0+1) | 41 min 8 s 4  | + 36 s 1       |
| 8                  | 6       | Suvi Minkkinen          | 2 (1+1+0+0) | 41 min 15 s 7 | + 43 s 4       |
| 9                  | 18      | Tuuli Tomingas          | 2 (1+1+0+0) | 41 min 27 s 6 | + 53 s 3       |
| 10                 | 1       | Justine Braisaz-Bouchet | 7 (2+1+1+3) | 41 min 36 s 4 | + 1 min 4 s 1  |
| 11                 | 28      | Aita Gasparin           | 2 (2+0+0+0) | 41 min 40 s 7 | + 1 min 8 s 4  |
| 12                 | 12      | Lisa Theresa Hauser     | 4 (2+1+0+1) | 41 min 41 s 5 | + 1 min 9 s 2  |
| 13                 | 15      | Michela Carrara         | 5 (3+1+1+0) | 41 min 43 s 0 | + 1 min 10 s 7 |
| 14                 | 19      | Maya Cloetens           | 0 (0+0+0+0) | 41 min 52 s 4 | + 1 min 20 s 1 |
| 15                 | 23      | Julia Tannheimer        | 3 (1+1+0+1) | 41 min 53 s 1 | + 1 min 20 s 8 |
| 16                 | 29      | Anamarija Lampič        | 6 (2+0+1+3) | 41 min 53 s 2 | + 1 min 20 s 9 |
| 17                 | 5       | Ella Halvarsson         | 2 (1+0+0+1) | 41 min 53 s 9 | + 1 min 21 s 6 |
| 18                 | 13      | Lotte Lie               | 0 (0+0+0+0) | 42 min 0 s 9  | + 1 min 28 s 6 |
| 19                 | 17      | Anna Magnusson          | 2 (1+1+0+0) | 42 min 20 s 7 | + 1 min 48 s 4 |
| 20                 | 26      | Ingrid Tandrevold       | 6 (2+0+2+2) | 42 min 20 s 9 | + 1 min 48 s 6 |
| 21                 | 14      | Lena Häcki-Gross        | 5 (0+1+2+2) | 42 min 44 s 7 | + 2 min 12 s 4 |
| 22                 | 3       | Julia Simon             | 6 (2+2+1+1) | 43 min 5 s 3  | + 2 min 33 s 0 |
| 23                 | 25      | Natalia Sidorowicz      | 4 (2+0+0+2) | 43 min 9 s 0  | + 2 min 36 s 7 |
| 24                 | 16      | Yuliia Dzhima           | 1 (0+1+0+0) | 43 min 10 s 7 | + 2 min 38 s 4 |
| 25                 | 30      | Polona Klemenčič        | 4 (1+0+1+2) | 43 min 15 s 6 | + 2 min 43 s 3 |
| 26                 | 22      | Lora Hristova           | 4 (0+1+1+2) | 43 min 17 s 8 | + 2 min 45 s 5 |
| 27                 | 10      | Selina Grotian          | 6 (1+1+3+1) | 43 min 29 s 8 | + 2 min 57 s 5 |
| 28                 | 24      | Sophia Schneider        | 6 (3+1+0+2) | 43 min 40 s 9 | + 3 min 8 s 6  |
| 29                 | 27      | Khrystyna Dmytrenko     | 4 (1+2+0+1) | 44 min 55 s 1 | + 4 min 22 s 8 |
| 30                 | 20      | Hanna Öberg             | 9 (3+2+2+2) | 46 min 25 s 1 | + 5 min 52 s 8 |

### Mixte

#### Relais (2 x 6 km F + 2 x 6 km H)
| Rang               | Dossard | Équipe                                                                                      | Pénalités + Pioches C - D               | Temps                                                                | Écart         |
| ------------------ | ------- | ------------------------------------------------------------------------------------------- | --------------------------------------- | -------------------------------------------------------------------- | ------------- |
| Médaille d'or      | 3       | France- Julia Simon - Lou Jeanmonnot - Éric Perrot - Émilien Jacquelin                      | 0+2 1+4 0+1 0+0 0+0 0+1 0+0 0+0 0+1 1+3 | 1 h 4 min 41 s 5 16 min 43 s 8 17 min 0 s 3 15 min 2 s 15 min 55 s 4 |               |
| Médaille d'argent  | 8       | Tchéquie- Jessica Jislová - Tereza Voborníková - Vítězslav Hornig - Michal Krčmář           | 0+3 0+6 0+0 0+1 0+2 0+0 0+0 0+3 0+1 0+2 | 1 h 5 min 53 s 3                                                     | +1 min 13 s 8 |
| Médaille de bronze | 4       | Allemagne- Selina Grotian - Franziska Preuß - Philipp Nawrath - Justus Strelow              | 0+5 0+6 0+2 0+2 0+1 0+1 0+2 0+3 0+0 0+0 | 1 h 5 min 59 s 9                                                     | +1 min 18 s 4 |
| 4                  | 1       | Norvège- Ingrid Tandrevold - Maren Kirkeeide - Sturla Lægreid - Johannes Bø                 | 1+4 1+4 1+3 1+3 0+1 0+0 0+0 0+1 0+0 0+0 | 1 h 6 min 2 s 6                                                      | +1 min 21 s 1 |
| 5                  | 2       | Suède- Anna Magnusson - Hanna Öberg - Martin Ponsiluoma - Sebastian Samuelsson              | 0+4 1+6 0+3 0+0 0+0 1+3 0+1 0+1 0+0 0+2 | 1 h 6 min 18 s 0                                                     | +1 min 36 s 5 |
| 6                  | 6       | Suisse- Amy Baserga - Lena Häcki-Gross - Sebastian Stalder - Niklas Hartweg                 | 0+9 0+2 0+2 0+0 0+2 0+2 0+3 0+0 0+2 0+0 | 1 h 6 min 25 s 6                                                     | +1 min 44 s 1 |
| 7                  | 5       | Italie- Hannah Auchentaller - Dorothea Wierer - Lukas Hofer - Tommaso Giacomel              | 1+8 0+5 0+1 0+0 0+1 0+1 0+3 0+1 1+3 0+3 | 1 h 7 min 22 s 7                                                     | +2 min 41 s 2 |
| 8                  | 7       | Ukraine- Iryna Petrenko - Khrystyna Dmytrenko - Anton Dudchenko - Dmytro Pidruchnyi         | 0+0 0+5 0+0 0+2 0+0 0+1 0+0 0+0         | 1 h 7 min 31 s 1                                                     | +2 min 49 s 6 |
| 9                  | 10      | Finlande- Suvi Minkkinen - Sonja Leinamo - Tero Seppälä - Olli Hiidensalo                   | 1+3 0+1 0+0 0+0 1+3 0+1 0+0 0+0         | 1 h 7 min 33 s 8                                                     | +2 min 52 s 3 |
| 10                 | 9       | Belgique- Lotte Lie - Maya Cloetens - Thierry Langer - Florent Claude                       | 1+6 0+6 0+1 0+2 0+0 0+1 1+3 0+1 0+2 0+2 | 1 h 8 min 1 s 5                                                      | +3 min 20 s 1 |
| 11                 | 15      | Slovénie- Lena Repinc - Anamarija Lampič - Jakov Fak - Lovro Planko                         | 1+4 1+7 0+1 0+2 1+3 1+3 0+0 0+1         | 1 h 8 min 11 s 2                                                     | +3 min 29 s 7 |
| 12                 | 16      | Slovaquie- Paulína Bátovská Fialková - Anastasia Kuzmina - Tomáš Sklenárik - Artur Iskhakov | 0+3 0+5 0+0 0+2 0+1 0+0 0+1 0+1 0+1 0+2 | 1 h 8 min 16 s 8                                                     | +3 min 35 s 3 |
| 13                 | 17      | Estonie- Regina Ermits - Susan Külm - Kristo Siimer - Rene Zahkna                           | 0+5 0+5 0+2 0+1 0+3 0+0 00 0+1 0+0 0+3  | 1 h 8 min 46 s 9                                                     | +4 min 5 s 4  |
| 14                 | 11      | Pologne- Natalia Sidorowicz - Kamila Żuk - Konrad Badacz - Jan Guńka                        | 0+5 1+7 0+0 0+1 0+0 0+0 0+3 0+3 0+2 1+3 | 1 h 8 min 51 s 7                                                     | +4 min 10 s 2 |
| 15                 | 13      | Bulgarie- Lora Hristova - Milena Todorova - Vladimir Iliev - Blagoy Todev                   | 1+8 0+6 0+2 0+2 0+0 0+1 0+3 0+3 1+3 0+0 | 1 h 8 min 58 s 8                                                     | +4 min 17 s 3 |
| 16                 | 18      | Lituanie- Judita Traubaite - Lidija Žurauskaitė - Maksim Fomin - Vytautas Strolia           | 0+3 0+2 0+0 0+0 0+0 0+1 0+2 0+1 0+1 0+0 | 1 h 9 min 6 s 7                                                      | +4 min 25 s 2 |
| 17                 | 12      | Autriche- Tamara Steiner - Anna Gandler - Simon Eder - David Komatz                         | 2+7 0+3 0+3 0+0 0+0 0+0 0+1 0+2 2+3 0+1 | 1 h 9 min 33 s 5                                                     | +4 min 52 s 0 |
| 18                 | 23      | Moldavie- Alina Stremous - Aliona Makarova - Maksim Makarov - Pavel Magazeev                | 0+4 0+3 0+0 0+0 0+2 0+2 0+2 0+1         | LAP                                                                  |               |
| 19                 | 22      | États-Unis- Chloe Levins - Deedra Irwin - Maxime Germain - Campbell Wright                  | 0+2 0+2 0+1 0+1 0+0 0+0                 | LAP                                                                  |               |
| 20                 | 14      | Canada- Pascale Paradis - Emma Lunder - Logan Pletz - Zachary Connelly                      | 1+5 0+7 0+0 0+1 0+2 0+3 1+3 0+3         | LAP                                                                  |               |
| 21                 | 19      | Roumanie- Anastasia Tolmacheva - Elena Chirkova - Raul Flore - Cornel Puchianu              | 1+3 0+6 0+0 0+3 1+3 0+3                 | LAP                                                                  |               |
| 22                 | 21      | Lettonie- Estere Volfa - Baiba Bendika - Renārs Birkentāls - Edgars Mise                    | 2+4 2+5 0+1 0+2 2+3 2+3                 | LAP                                                                  |               |
| 23                 | 20      | Kazakhstan- Galina Vishnevskaya - Aisha Rakisheva - Nikita Akimov - Ivan Darin              | 1+5 0+4 0+2 0+1 1+3 0+3                 | LAP                                                                  |               |
| 24                 | 24      | Royaume-Uni- Shawna Pendry - Chloé Dupont - Matthew Chronicle - Sean Benson                 | 1+4 1+5 0+1 0+2 1+3 1+3                 | LAP                                                                  |               |

#### Relais simple (6 km F + 7,5 km H)
| Rang               | Dossard | Équipe                                                                                                | Pénalités + Pioches C - D                | Temps                                | Écart   |
| ------------------ | ------- | --- | ---------------------------------------- | ------------------------------------ | ------- |
| Médaille d'or      | 1       | France - Julia Simon - Quentin Fillon Maillet - Julia Simon - Quentin Fillon Maillet                  | 0+3 0+4 0+0 0+0 0+2 0+1 0+1 0+2 0+0 0+1  | 35:25.1 8:34.4 7:47.2 8:36.9 10:26.6 |         |
| Médaille d'argent  | 8       | Norvège - Ragnhild Femsteinevik - Johannes Thingnes Bø - Ragnhild Femsteinevik - Johannes Thingnes Bø | 0+7 0+8 0+3 0+2 0+1 0+2 0+2 0+1 0+1 0+3  | 35:30.8 9:06.1 7:23.9 8:44.9 10:15.9 | +5.7    |
| Médaille de bronze | 2       | Allemagne - Franziska Preuß - Justus Strelow - Franziska Preuß - Justus Strelow                       | 0+1 0+3 0+0 0+2 0+1 0+0 0+0 0+0 0+0 0+1  | 35:33.4 8:56.5 7:22.9 8:33.2 10:40.8 | +8.3    |
| 4                  | 6       | Suisse - Amy Baserga - Niklas Hartweg - Amy Baserga - Niklas Hartweg                                  | 0+5 0+5 0+2 0+1 0+0 0+0 0+2 0+2 0+1 0+2  | 35:37.8 8:57.4 7:13.7 9:07.7 10:19.0 | +12.7   |
| 5                  | 4       | Suède - Ella Halvarsson - Sebastian Samuelsson - Ella Halvarsson - Sebastian Samuelsson               | 0+2 0+5 0+0 0+1 0+1 0+2 0+0 0+0 0+1 0+2  | 35:38.6 8:56.2 7:40.1 8:35.7 10:26.6 | +13.5   |
| 6                  | 7       | Slovénie - Lena Repinc - Jakov Fak - Lena Repinc - Jakov Fak                                          | 0+8 0+0 0+1 0+0 0+3 0+0 0+2 0+0          | 35:43.8 8:45.7 7:39.8 8:49.6 10:28.7 | +18.7   |
| 7                  | 17      | Italie - Dorothea Wierer - Tommaso Giacomel - Dorothea Wierer - Tommaso Giacomel                      | 0+4 0+2 0+1 0+0 0+2 0+2 0+0 0+0          | 35:57.7 8:53.3 7:33.5 9:10.8 10:20.1 | +32.6   |
| 8                  | 5       | Autriche - Lisa Theresa Hauser - Simon Eder - Lisa Theresa Hauser - Simon Eder                        | 0+1 1+5 0+1 0+2 0+0 0+0 0+0 1+3 0+0 0+0  | 36:05.3 8:50.1 7:31.4 9:03.6 10:40.2 | +40.2   |
| 9                  | 12      | Lettonie - Baiba Bendika - Andrejs Rastorgujevs - Baiba Bendika - Andrejs Rastorgujevs                | 0+1 0+6 0+1 0+0 0+0 0+2                  | 36:12.7 8:44.5 7:51.4 8:48.1 10:48.7 | +47.6   |
| 10                 | 3       | Finlande - Suvi Minkkinen - Tero Seppälä - Suvi Minkkinen - Tero Seppälä                              | 0+6 0+4 0+2 0+0 0+3 0+1 0+1 0+1 0+0 0+2  | 36:21.7 8:42.0 8:10.4 8:32.1 10:57.2 | +56.6   |
| 11                 | 15      | Bulgarie - Valentina Dimitrova - Blagoy Todev - Valentina Dimitrova - Blagoy Todev                    | 0+3 0+4 0+1 0+2 0+1 0+1 0+0 0+1 0+1 0+0  | 36:29.1 8:59.4 7:39.4 8:54.1 10:56.2 | +1:04.0 |
| 12                 | 14      | Moldavie - Alina Stremous - Maksim Makarov - Alina Stremous - Maksim Makarov                          | 0+4 0+4 0+2 0+1 0+0 0+2 0+2 0+1 0+0 0+0  | 36:33.8 9:03.8 7:48.0 9:07.2 10:34.8 | +1:08.7 |
| 13                 | 21      | Belgique - Lotte Lie - Florent Claude - Lotte Lie - Florent Claude                                    | 0+1 0+6 0+0 0+3 0+0 0+0 0+1 0+1 0+0 0+2  | 36:45.1 9:06.9 7:37.9 9:02.1 10:58.2 | +1:20.0 |
| 14                 | 11      | Tchéquie - Tereza Voborníková - Vítězslav Hornig - Tereza Voborníková - Vítězslav Hornig              | 1+3 0+5 0+0 0+0 1+3 0+1 0+0 0+1 0+0 0+3  | 36:53.6 8:46.1 8:19.9 8:47.3 11:00.3 | +1:28.5 |
| 15                 | 9       | Estonie - Regina Ermits - Rene Zahkna - Regina Ermits - Rene Zahkna                                   | 1+10 0+5 0+3 0+1 0+1 0+1 0+3 0+3 1+3 0+0 | 37:06.8 9:01.4 7:30.1 9:19.3 11:16.0 | +1:41.7 |
| 16                 | 13      | États-Unis - Deedra Irwin - Campbell Wright - Deedra Irwin - Campbell Wright                          | 0+3 0+6 0+0 2+3 0+1 0+0 0+1 1+3 0+1 0+0  | 37:07.5 9:25.2 7:30.6 9:26.5 10:45.2 | +1:42.4 |
| 17                 | 16      | Pologne - Joanna Jakieła - Marcin Zawół - Joanna Jakieła - Marcin Zawół                               | 0+0 0+4 0+0 0+2 0+0 0+0 0+0 0+1          | 37:17.6 8:58.5 7:51.2 8:48.1 11:39.8 | +1:52.5 |
| 18                 | 22      | Canada - Emma Lunder - Adam Runnalls - Emma Lunder - Adam Runnalls                                    | 0+4 0+4 0+1 0+1 0+2 0+2 0+0 0+1 0+1 0+0  | 37:24.0 9:05.4 7:56.8 9:17.7 11:04.1 | +1:58.9 |
| 19                 | 18      | Roumanie - Anastasia Tolmacheva - George Colțea - Anastasia Tolmacheva - George Colțea                | 0+2 1+5 0+1 0+0 0+1 0+2 0+0 0+0 0+0 1+3  | 37:25.5 8:52.7 8:07.3 8:52.0 11:33.5 | +2:00.4 |
| 20                 | 10      | Ukraine - Yuliia Dzhima - Anton Dudchenko - Yuliia Dzhima - Anton Dudchenko                           | 0+0 0+4 0+0 0+1 0+0 0+2 0+0 0+0          | 37:55.6 9:19.4 7:54.2 9:20.0 11:22.0 | +2:30.5 |
| 21                 | 20      | Slovaquie - Mária Remeňová - Jakub Borguľa - Mária Remeňová - Jakub Borguľa                           | 1+7 0+9 0+0 0+1 1+3 0+2 0+2 0+3          | 38:36.0 8:59.7 8:24.2 9:43.0 11:29.1 | +3:10.9 |
| 22                 | 19      | Lituanie - Lidia Žurauskaitė - Nikita Čigak - Lidia Žurauskaitė - Nikita Čigak                        | 0+5 0+6 0+3 0+2 0+0 0+0 0+0 0+2 0+2 0+2  | 38:37.8 9:48.5 7:44.5 9:33.2 11:31.6 | +3:12.7 |
| 23                 | 27      | Groenland - Ukaleq Slettemark - Sondre Slettemark - Ukaleq Slettemark - Sondre Slettemark             | 1+7 0+1 0+1 0+0 0+2 0+1 0+1 0+0 1+3 0+0  | 39:02.3 9:25.6 8:17.6 9:28.5 11:50.6 | +3:37.2 |
| 24                 | 23      | Kazakhstan - Arina Kryukova - Vadim Kurales - Arina Kryukova - Vadim Kurales                          | 0+4 0+2 0+1 0+1 0+0 0+1 0+3 0+0          | LAP 9:47.4 7:50.0 10:11.8            |         |
| 25                 | 24      | Croatie - Anika Kožica - Krešimir Crnković - Anika Kožica - Krešimir Crnković                         | 0+3 0+7 0+1 0+1 0+2 0+3 0+0 0+3          | LAP 9:48.6 8:54.0                    |         |
| 26                 | 26      | Grande-Bretagne - Shawna Pendry - Marcus Bolin Webb - Shawna Pendry - Marcus Bolin Webb               | 0+5 0+6 0+2 0+2 0+2 0+3 0+1 0+1          | LAP 10:06.3 8:58.3                   |         |
| 27                 | 25      | Australie - Darcie Morton - Phoenix Sparke - Darcie Morton - Phoenix Sparke                           | 3+4 4+6 0+1 2+3 3+3 2+3                  | LAP 10:07.8 9:59.0                   |         |